# Saint-Pierre-de-Chartreuse
Pour les articles homonymes, voir Saint-Pierre.
Saint-Pierre-de-Chartreuse est une commune française située dans le département de l'Isère, en région Auvergne-Rhône-Alpes.
Autrefois rattachée à la province du Dauphiné, la commune se situe au cœur du massif préalpin de la Chartreuse dont elle héberge, de façon totale ou partielle, certains de ses hauts sommets, telle que Chamechaude, point culminant de ce massif, mais aussi le Charmant Som, la Dent de Crolles, le Grand Som, le Bec Charvet et la Scia. La commune héberge également une grande partie de la Forêt domaniale de Grande Chartreuse qui est la plus grande forêt domaniale des Alpes françaises, celle-ci étant essentiellement composée de hêtraies sapinières, marquant ainsi l'horizon forestier de Saint-Pierre et de ses hameaux. 
La cité chartroussine qui se positionne plus précisément dans la vallée du Guiers Mort entre le col de Porte, au sud, et le col du Cucheron, au nord, est également une des communes adhérentes de la communauté de communes Cœur de Chartreuse, depuis 2014, après avoir adhéré à la communauté de communes Chartreuse Guiers jusqu'au 31 décembre 2013.
Le monastère de la Grande Chartreuse, maison-mère des moines de l'ordre des Chartreux, est situé sur le territoire communal. Saint-Pierre-de-Chartreuse a de fortes attaches historiques avec cet ordre religieux et ce monastère.
Les habitants de Saint-Pierre-de-Chartreuse sont dénommés les Chartroussin(e)s.

## Géographie

### Localisation

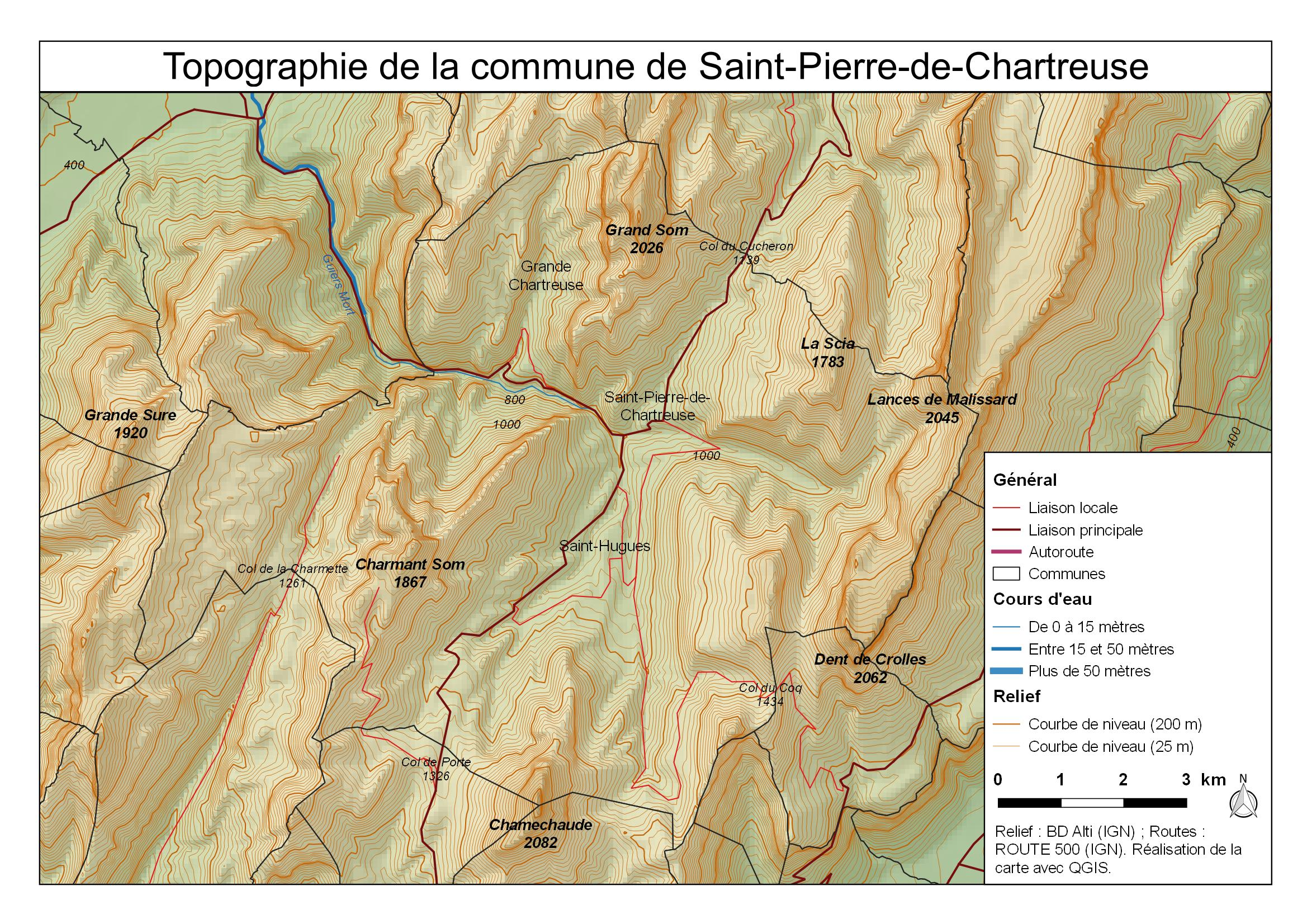
Topographie de la commune de Saint-Pierre-de-Chartreuse.

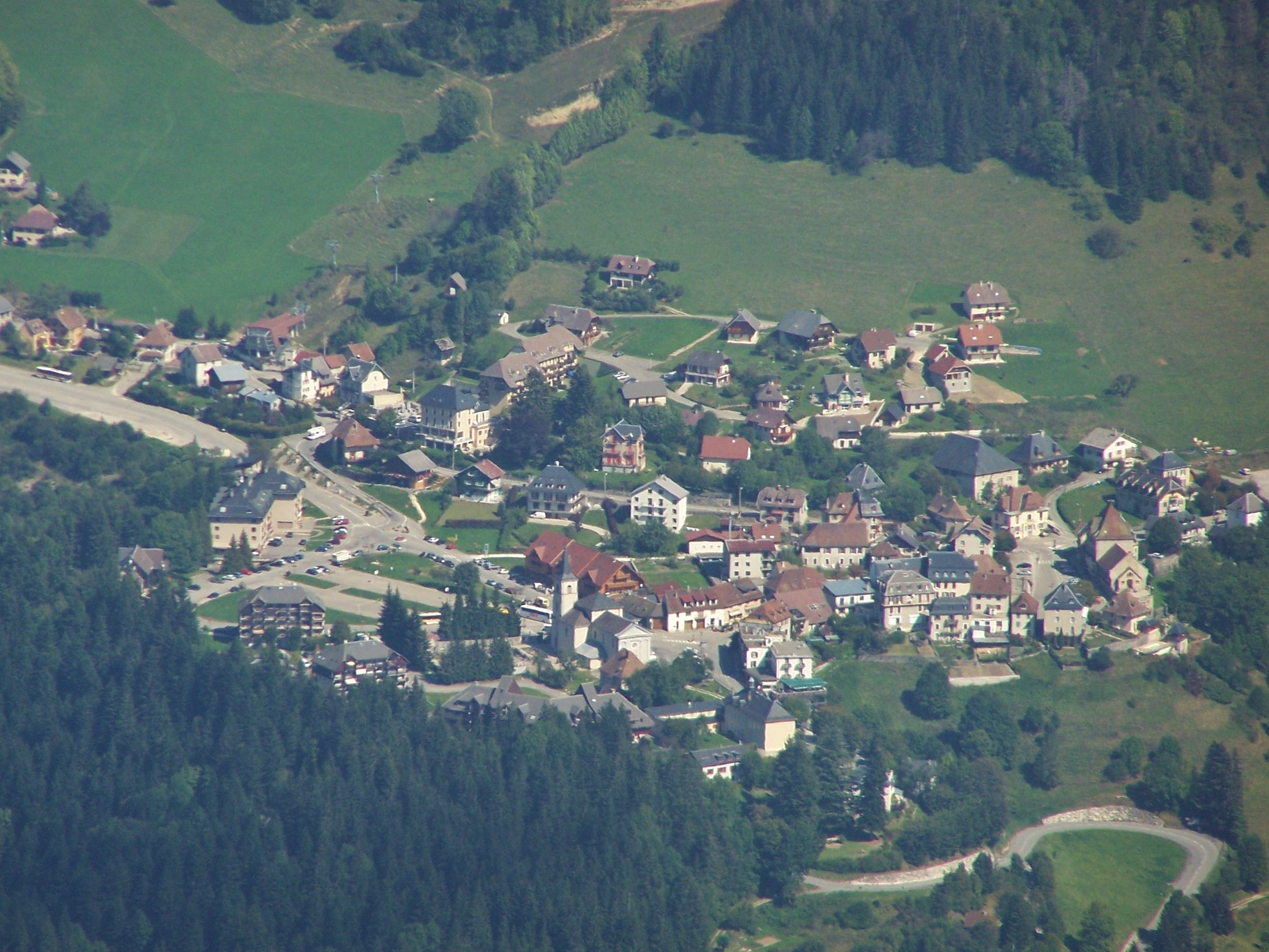
Le village vu depuis le Charmant Som.

La commune de Saint-Pierre-de-Chartreuse se positionne dans le sud-est de la France, au cœur du massif de la Chartreuse, dans la région Auvergne-Rhône-Alpes. Elle fait partie de la communauté de communes Cœur de Chartreuse.
Le bourg central de Saint-Pierre est situé, par la route, à 28 km de Grenoble, préfecture de l'Isère, 116 km de Lyon, préfecture de la région Auvergne-Rhône-Alpes, 323 km de Marseille, ainsi qu'à environ 586 km de Paris.

### Description
Saint-Pierre-de-Chartreuse est une commune rurale qui s'inscrit dans un secteur de moyenne montagne. Elle abrite de nombreux hauts sommets du massif de la Chartreuse dont le sommet de Chamechaude (2 082 m, d'altitude) qui est également le point culminant de ce massif, mais aussi le Charmant Som, un des rares hauts sommets de la Chartreuse qui soit quasiment accessible aux véhicules motorisés (sauf en hiver).
La commune héberge également un site historique majeur, le monastère de la Grande Chartreuse, de nombreux sites de randonnées, une station de ski alpin avec de nombreuses pistes transformées en pistes de VTT en été. Le village et ses environs attirent de nombreux touristes chaque année comme l'attestent de nombreux sites d'hébergement à vocation touristique.
La commune comprend un bourg central, de taille relativement modeste et un grand nombre de hameaux (dont celui de Saint-Hugues-de-Chartreuse) répartis sur un territoire de plus de 8 000 hectares, classant ainsi cette commune parmi les territoires les plus vastes du département de l'Isère (mais cependant plus petit que certaines communes de l'Oisans, telles que Valjouffrey ou Saint-Christophe-en-Oisans).

### Géologie et relief

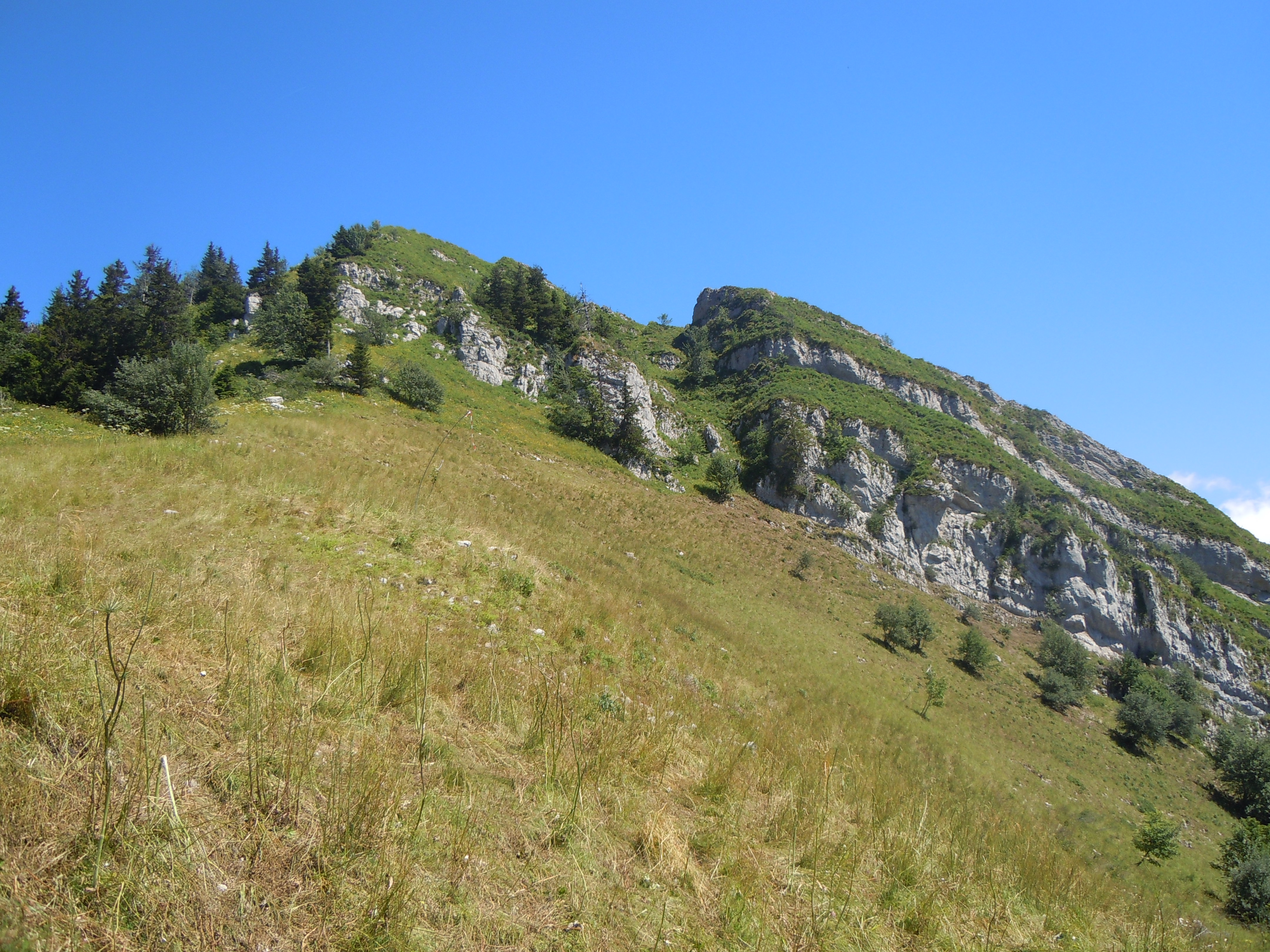
Le bec de la Scia fait partie de l'anticlinal de Perquelin et coupe en deux la dépression centrale de la Chartreuse.

Le territoire de Saint-Pierre-de-Chartreuse se positionne au carrefour du sillon de la Chartreuse orientale, large combe qui parcourt cette partie du massif, selon un axe nord-sud et la cluse du Guiers Mort, petite rivière qui, elle, traverse le territoire dans un axe est-ouest.
Un épais tapis d'alluvions fluvio-glaciaires a été déposé dans le secteur central du territoire chartroussin (secteur du bourg et de la Diat), lors du maximum de la glaciation de Würm, dans une dépression lacustre qui s'était creusée sur cet endroit en raison de l'existence d'un glacier qui contournait le massif par l'ouest et qui barrait le débouché de la vallée actuelle du Guiers Mort vers Saint-Laurent-du-Pont. C'est à l'extrémité sud de cette partie quasiment plate, pratiquement horizontale, qui correspond à la surface supérieure de ce remplissage alluvial que l'on peut découvrir le vaste parc de stationnement du village et l'église paroissiale.
Le bourg central est dominé par les pentes de la montagne de la Scia, elles-mêmes installée sur la dalle structurale datant du Tithonien, sur le flanc ouest de l'anticlinal de Perquelin, du nom du hameau voisin, situé en contrebas. Un peu plus à l'est de ce hameau, sur le versant sud, dominant la gorge du Guiers mort, une route forestière monte au col de la Saulce; celle-ci entaille suffisamment le pied du versant pour permettre de découvrir une coupe datant du Jurassique supérieur sur le flanc oriental de l'anticlinal de Perquelin.
Sites géologiques remarquables
En 2014, plusieurs sites géologiques remarquables sont classés à l'« Inventaire du patrimoine géologique » :
- le « "Chaos" de Bellefont (Chartreuse) », site géologique remarquable de 2,32 hectares entre la butte du Prayet et le chalet de Bellefond, est classé « deux étoiles » à l'« Inventaire du patrimoine géologique » ;
- les « miroirs de failles et roches broyées des "Trois Tunnels" des gorges du Guiers mort », constituent un site d'intérêt tectonique de 0,15 hectare, classé « deux étoiles » à l'« Inventaire du patrimoine géologique ».

### Hydrographie

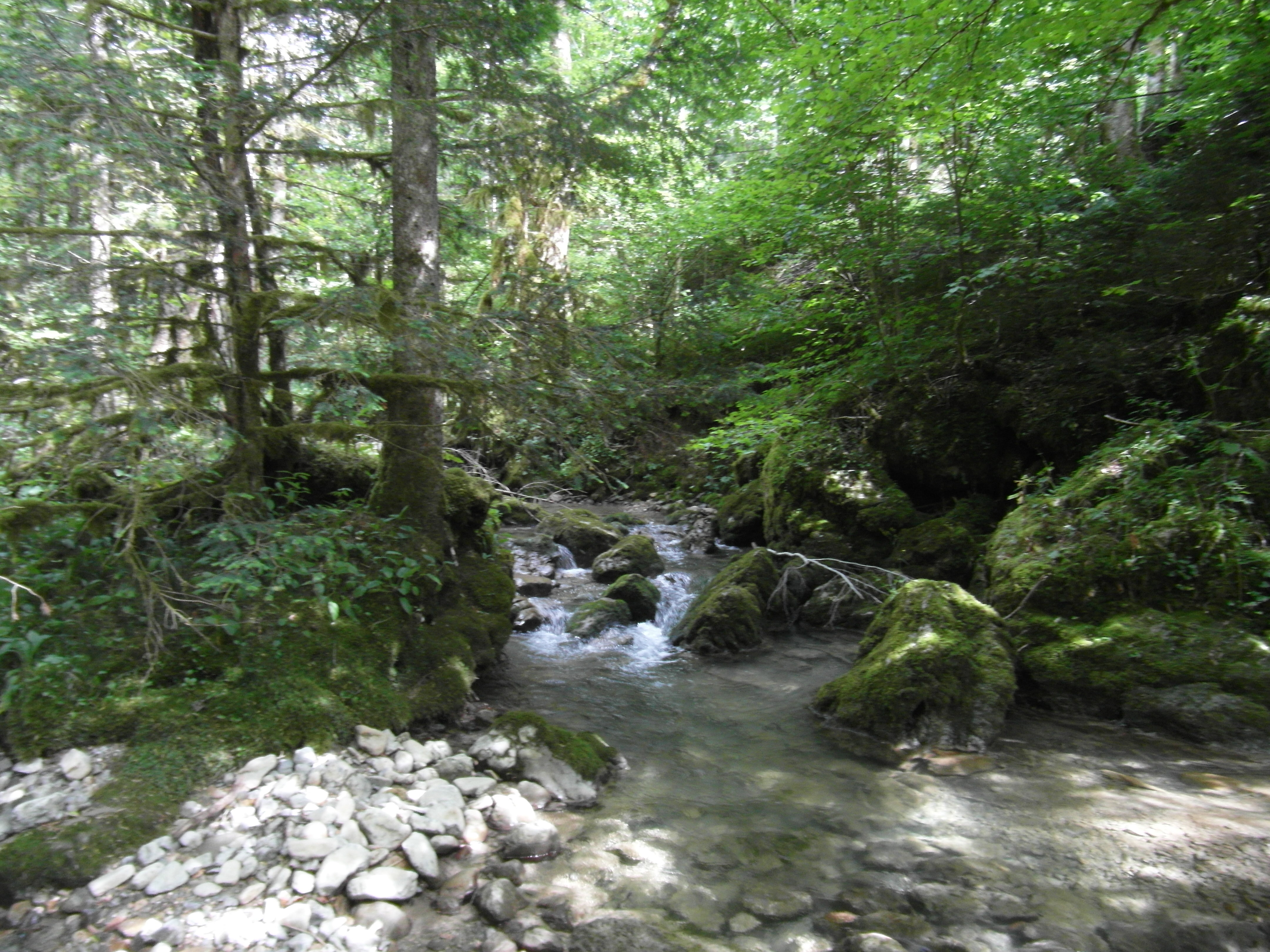
Le Guiers mort entre les hameaux Buissière et de le Diat.

Le territoire de la commune est sillonné par de nombreux cours d'eau et, notamment, par une rivière qui est un affluent direct du Rhône, le Guiers, d'une cinquantaine de kilomètres de longueur. Ce cours d'eau prend sa source sur le territoire de Saint-Pierre-de-Chartreuse, à l'est du hameau de Perquelin et rejoint le Rhône sur le territoire de la commune iséroise de Saint-Genix-sur-Guiers. Il existe également quelques ruisseaux qui, vu la configuration de la vallée, sont tous les affluents du Guiers mort :
- le ruisseau de la Saulce, d'une longueur de 2 km[8] qui possède un affluent, le ruisseau de Bellefond[9] ;
- le ruisseau de la Rajas, d'une longueur de 2,4 km[10] ;
- le Couzon, d'une longueur de 4 km[11] ;
- le ruisseau de l'Herbetan, d'une longueur de 4 km[12] ;
- le ruisseau de Saint-Bruno, d'une longueur de 4,7 km[13] qui possède la particularité de longer le domaine du monastère de la Grande-Chartreuse, d'où son nom ;
- le ruisseau de Valombré, d'une longueur de 2,5 km[14] ;
- le Tenaison, d'une longueur de 5 km[15] qui marque la limite du territoire chartroussin avec celui de la commune voisine de Saint-Laurent-du-Pont.

### Climat
Pour des articles plus généraux, voir Climat d'Auvergne-Rhône-Alpes et Climat de l'Isère.
En 2010, le climat de la commune est de type climat de montagne, selon une étude du Centre national de la recherche scientifique s'appuyant sur une série de données couvrant la période 1971-2000. En 2020, Météo-France publie une typologie des climats de la France métropolitaine dans laquelle la commune est exposée à un climat de montagne ou de marges de montagne et est dans la région climatique Alpes du nord, caractérisée par une pluviométrie annuelle de 1 200 à 1 500 mm, irrégulièrement répartie en été.
Pour la période 1971-2000, la température annuelle moyenne est de 8,3 °C, avec une amplitude thermique annuelle de 16,5 °C. Le cumul annuel moyen de précipitations est de 1 563 mm, avec 11 jours de précipitations en janvier et 8,7 jours en juillet. Pour la période 1991-2020, la température moyenne annuelle observée sur la station météorologique installée sur la commune est de 8,7 °C et le cumul annuel moyen de précipitations est de 1 787,2 mm,. Pour l'avenir, les paramètres climatiques de la commune estimés pour 2050 selon différents scénarios d'émission de gaz à effet de serre sont consultables sur un site dédié publié par Météo-France en novembre 2022.
| Mois                                  | jan.           | fév.           | mars           | avril         | mai           | juin          | jui.          | août          | sep.          | oct.          | nov.           | déc.           | année      |
| ------------------------------------- | -------------- | -------------- | -------------- | ------------- | ------------- | ------------- | ------------- | ------------- | ------------- | ------------- | -------------- | -------------- | ---------- |
| Température minimale moyenne (°C)     | −2,9           | −3             | −0,6           | 3,1           | 6             | 9,6           | 11,6          | 11,1          | 8,3           | 5,5           | 1,3            | −2,2           | 4          |
| Température moyenne (°C)              | 0,7            | 1              | 4,1            | 8,3           | 11,3          | 15,3          | 17,6          | 16,8          | 13,4          | 10            | 5,1            | 1,3            | 8,7        |
| Température maximale moyenne (°C)     | 4,3            | 5,1            | 8,7            | 13,6          | 16,5          | 20,9          | 23,6          | 22,4          | 18,4          | 14,5          | 8,8            | 4,9            | 13,5       |
| Record de froid (°C) date du record   | −12,8 27.01.07 | −20,7 05.02.12 | −13,1 13.03.06 | −6,9 07.04.08 | −2,7 07.05.19 | 0,4 01.06.06  | 3,7 25.07.11  | 3,2 31.08.06  | −0,7 27.09.20 | −5,7 30.10.12 | −11,6 27.11.10 | −17,1 20.12.09 | −20,7 2012 |
| Record de chaleur (°C) date du record | 15,5 01.01.23  | 19,4 25.02.21  | 20,7 31.03.21  | 25 28.04.12   | 29,8 22.05.22 | 32,8 27.06.19 | 34,7 18.07.23 | 35,5 24.08.23 | 29,8 04.09.23 | 27,7 02.10.23 | 21,4 02.11.20  | 17,2 31.12.22  | 35,5 2023  |
| Précipitations (mm)                   | 163,5          | 122,5          | 155,1          | 121,5         | 193,3         | 147,7         | 129,4         | 143           | 112,3         | 131,5         | 173,3          | 194,1          | 1 787,2    |

### Voies de communication

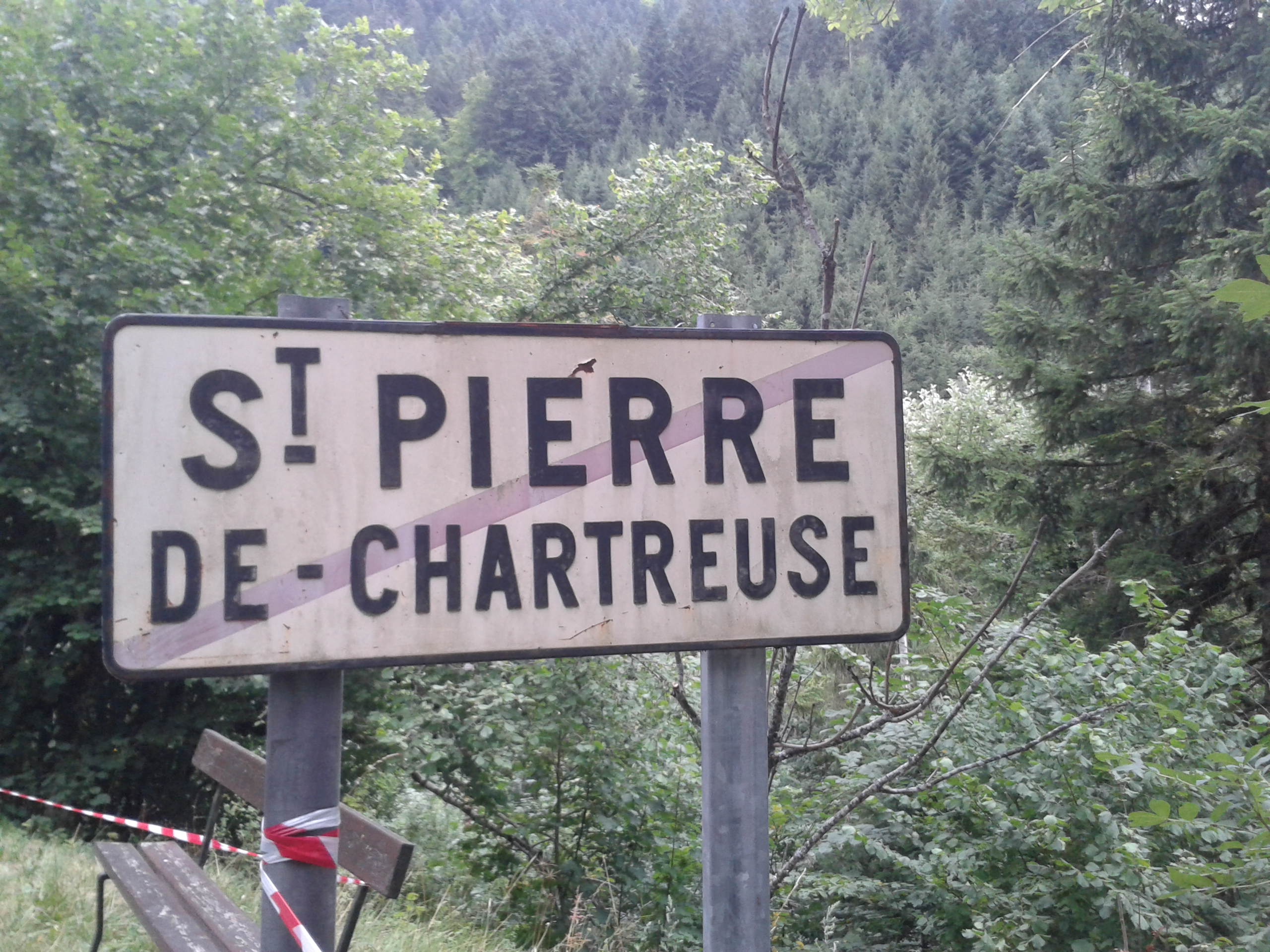
Panneau de sortie de Saint-Pierre-de-Chartreuse sur la route de Perquelin.

Le territoire communal est sillonné par six routes départementales et de nombreuses petites routes communales qui relient le bourg à ses différents hameaux :
— la route départementale 512 (RD512), ancienne route nationale 512 qui reliait Grenoble à Sévrier a été déclassée en route départementale, à la suite de la réforme de 1972. En 2018, cette route relie la commune de Grenoble, par La Tronche, à celle de Saint-Pierre d'Entremont, en traversant successivement, le col de Porte (limite sud du territoire communal), le bourg de Saint-Pierre-de-Chartreuse et le col du Cucheron (limite nord du territoire communal) ;
— la route départementale 57e (RD57e) relie le col de Porte au sommet du Charmant Som ;
— la route départementale 57b (RD57b) relie le bourg de Saint-Pierre (pont des bargettes) aux hameaux de Saint-Hugues de Chartreuse et de Cherlieu ;
— la route départementale 30e (RD30e) relie le hameau de Saint-Hugues de Chartreuse au Col du Coq, et la commune de Saint-Pancrasse ;
— la route départementale 520b (RD520b) relie le bourg de Saint-Pierre (hameau de la Diat) à la commune de Saint-Laurent-du-Pont (bourg) ;
— la route départementale 103 (RD103) est une courte déviation de la RD520b qui permet de rejoindre l'entrée du monastère de la Grande Chartreuse.

### Transports
À la date du 1er septembre 2017, la commune de Saint-Pierre-de-Chartreuse (bourg central - arrêt face à l'église) est reliée à la ville de Grenoble par une ligne d'autocar dite « fréquente » gérée par le réseau interurbain de l'Isère.
| Ligne      | Desserte                                      | Transporteur  |
| ---------- | --------------------------------------------- | ------------- |
| Ligne 7000 | Saint-Pierre-de-Chartreuse (bourg) ↔ Grenoble | Faure Vercors |

## Urbanisme

### Typologie
Au 1er janvier 2024, Saint-Pierre-de-Chartreuse est catégorisée commune rurale à habitat dispersé, selon la nouvelle grille communale de densité à sept niveaux définie par l'Insee en 2022.
Elle est située hors unité urbaine. Par ailleurs la commune fait partie de l'aire d'attraction de Grenoble, dont elle est une commune de la couronne,. Cette aire, qui regroupe 204 communes, est catégorisée dans les aires de 700 000 habitants ou plus (hors Paris),.

### Occupation des sols
L'occupation des sols de la commune, telle qu'elle ressort de la base de données européenne d’occupation biophysique des sols Corine Land Cover (CLC), est marquée par l'importance des forêts et milieux semi-naturels (93,2 % en 2018), une proportion sensiblement équivalente à celle de 1990 (92,8 %). La répartition détaillée en 2018 est la suivante : 
forêts (78,3 %), milieux à végétation arbustive et/ou herbacée (9,3 %), prairies (6,4 %), espaces ouverts, sans ou avec peu de végétation (5,5 %), zones urbanisées (0,4 %). L'évolution de l’occupation des sols de la commune et de ses infrastructures peut être observée sur les différentes représentations cartographiques du territoire : la carte de Cassini (XVIIIe siècle), la carte d'état-major (1820-1866) et les cartes ou photos aériennes de l'IGN pour la période actuelle (1950 à aujourd'hui).

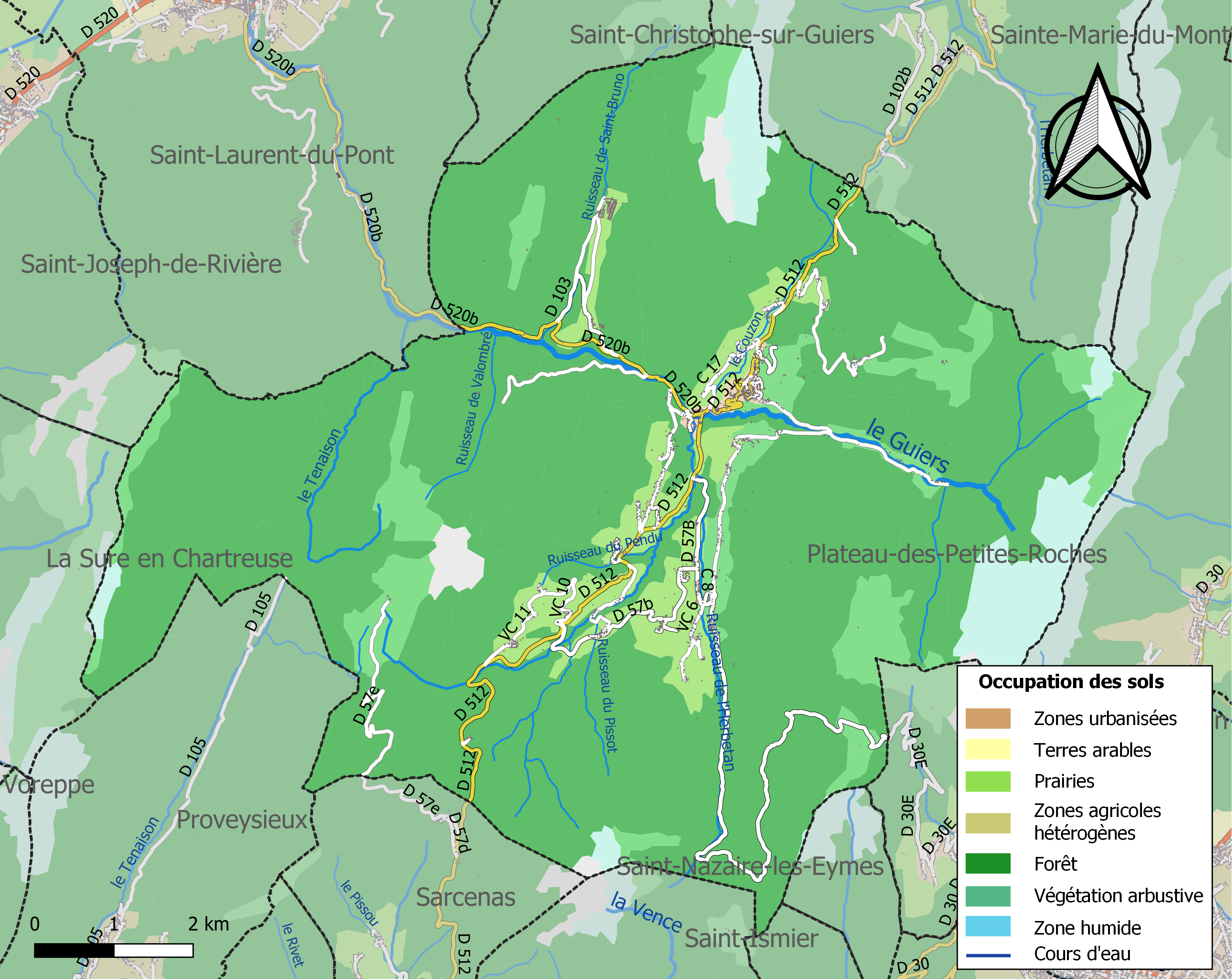
Carte des infrastructures et de l'occupation des sols de la commune en 2018 (CLC).

### Morphologie urbaine
Saint-Pierre-de-Chartreuse est une petite commune d'environ un millier d'habitant, située dans une zone de moyenne montagne et comprenant un petit bourg central constitué de quelques petits immeubles et de maisons de ville, et de nombreux hameaux situées en périphérie du bourg et dont l'essentiel de l'habitat est constitué de petites maisons individuelles éparpillés. On peut également noter la présence de nombreux corps de ferme dont certains sont encore inscrits dans une activité agricole. Il existe également quelques petits bâtiments dont la destination  unique est l'hébergement touristique. La mise à jour du plan cadastral en juillet 2018 permet de mettre à jour les détails topographique de la commune.

### Hameaux, lieux-dits et écarts de la commune
Voici, ci-dessous, la liste la plus complète possible des divers hameaux, quartiers et lieux-dits résidentiels urbains comme ruraux, ainsi que les écarts qui composent le territoire de la commune de Saint-Pierre-de-Chartreuse, présentés selon les références toponymiques fournies par le site géoportail de l'Institut géographique national.
| - Habert de Billon - Habert de la Chartroussette - Habert des Rochers - Grande Chartreuse - Correrie (musée) - le Champ Massot - les Perriches - Pagonnière - la Coche - Merlafière - les Périchés - le Battour - Cochatière - Baffardière - Carlinière - Patassière | - les Essarts - le Mollard - Carrelet - le Grand Logis - la Diat - les Antonins - Buissière - Perquelin - Mollard-Bellet - Baffert - Gontière - Mollarière - Sur Chargeat - Sestier - les Essendelles - Chagniel | - Mourinas - la Martinière - Martinière - Gerbetière - les Marrons - les Revols - les Guillets - les Michallets - Saint-Hugues - Gérantière - Marchandière - Brevadière - les Epallets - Garcinière - Pérelle - les Égaux |

### Logements
Selon le site de l'INSEE, le nombre de logements comptabilisés dans la commune en 2015 est de 1 052 dont :
- 41 % de résidences principales ;
- 52,7 % de résidences secondaires ;
- 6,3 % de logements vacants.

En outre, la part des ménages propriétaires de leur résidence principale est estimée à 71 % pour cette même année.

### Risques naturels et technologiques

#### Risques sismiques
L'ensemble du territoire de la commune de Saint-Pierre-de-Chartreuse est située en zone de sismicité n°4 (sur une échelle de 1 à 5), comme l'ensemble des communes iséroises du massif de la Chartreuse.
| Type de zone | Niveau            | Définitions (bâtiment à risque normal) |
| ------------ | ----------------- | -------------------------------------- |
| Zone 4       | Sismicité moyenne | accélération = 1,6 m/s2                |

## Histoire

### Préhistoire et Antiquité
Le peuplement du secteur de Saint-Pierre commence par les piémonts. La grotte des Eugles, située sur le rebord occidental du massif à 850 mètres d'altitude dans les gorges du Guiers mort, sur le territoire de la commune voisine de Saint-Laurent-du-Pont, fut investie de  façon temporaire à compter du Paléolithique moyen.
L'ethnographe français Hippolyte Müller y réalise plusieurs fouilles dans les années 1920 et évoque la période azilienne. Le préhistorien Franck Bourdier date les outils découverts par son prédécesseur et réfère l'installation au Moustérien alpin.

### Moyen Âge

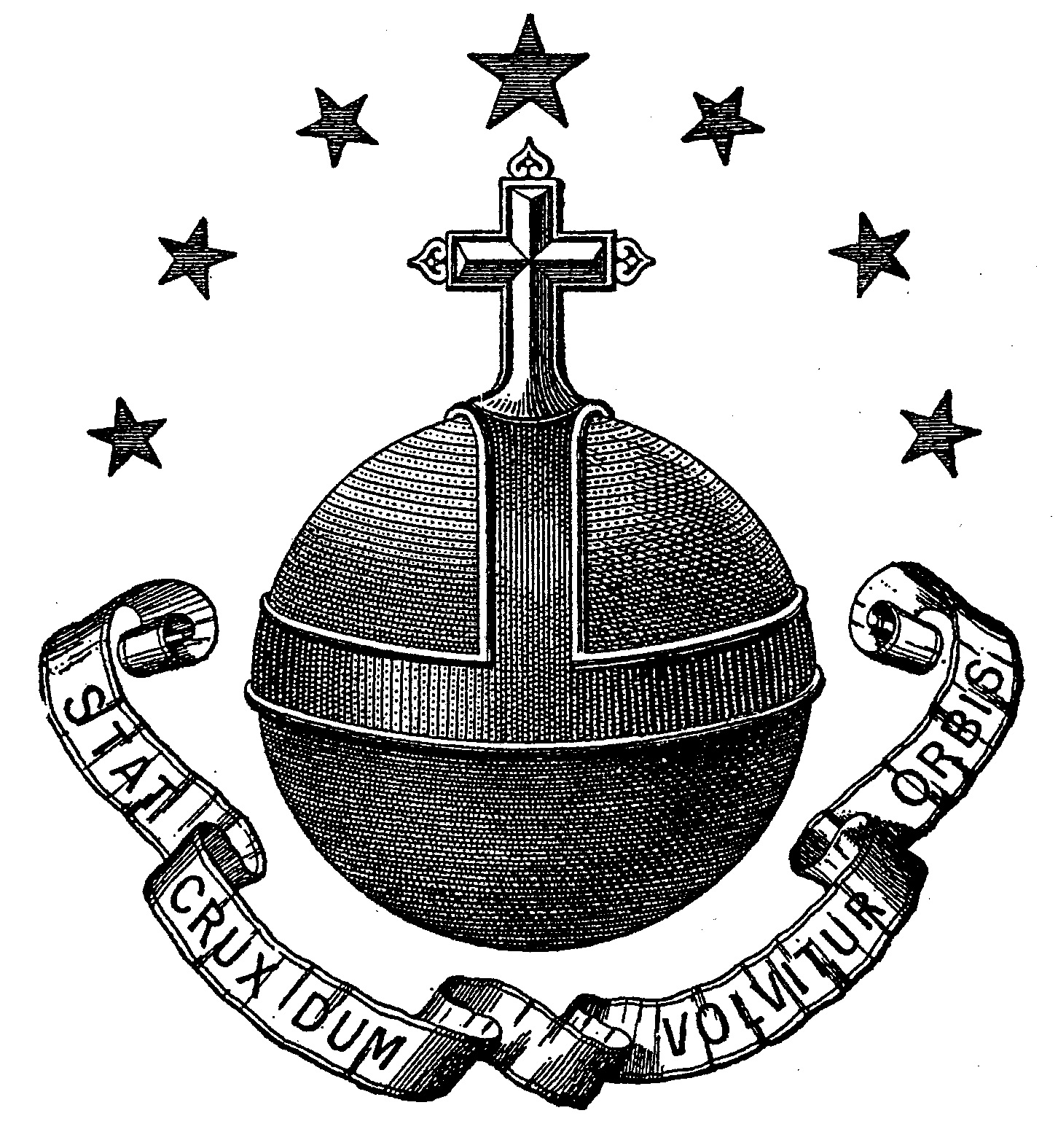
Emblème et devise de l'Ordre des Chartreux.

Au Moyen Âge, le village s'appelait « Calma Trossa », nom qui s'est progressivement transformé en « Charme Trousse », puis « Chartrousse ».
La vie du village est intimement liée à l'Ordre des Chartreux. Lorsque Saint Bruno et ses six compagnons s'installèrent près de Chartrousse le 24 juin 1084 sur l'indication de l'évêque Hugues de Grenoble, ils prirent le nom de ce village voisin, et le latinisèrent en Cartusia, le terme « Chartreuse » est donc le produit d'un mélange entre le latin et le parler franco-provençal dauphinois.
À la fin du XIe siècle, Bruno a construit avec ses six compagnons le premier ermitage cartusien pour mener une vie érémitique tempérée d'un peu de cénobitisme.
Une chronique de l'époque, nommée Chronique Magister décrit une avalanche un éboulement de pierres qui a poussé loin devant lui une énorme quantité de neige) qui se déroula le 30 janvier 1132.

« En la vingt-troisième année du priorat de Guigues, une masse incroyable de neige, se précipitant des hauts sommets rocheux avec une soudaine impétuosité, emporta dans son effrayant tourbillon et ensevelit sous sa masse immense toutes les cellules des religieux sauf une, et avec elles six moines et un novice. »

### Temps Modernes

#### Révolution Française
À la date du 2 novembre 1789, l'Assemblée constituante met les biens de l’Église, dont les biens des congrégations, y compris celle des Chartreux, à la disposition de la Nation. Ceux-ci sont expulsés du monastère de la Grande Chartreuse par la Convention nationale le 17 octobre 1792.

### Époque Contemporaine

#### LeXIXesiècle
Le 16 juillet 1816, les moines reviennent à la Grande Chartreuse afin d' y reprendre la vie régulière. Le 16 octobre 1845, un incendie considérable se déclare à Saint-Pierre-de-Chartreuse, en quelques instants le village tout entier est détruit : le presbytère, l'église elle-même sont la proie des flammes; il ne reste qu'une seule grange. Le village est en grande partie reconstruit au frais du monastère.
Le 6 juin 1857, un décret impérial, pris sur les rapports du ministère des finances et du ministère des cultes définit une réserve autour du monastère pour préserver le paysage et garantir la tranquillité des moines

#### LesXXesiècleetXXIesiècle

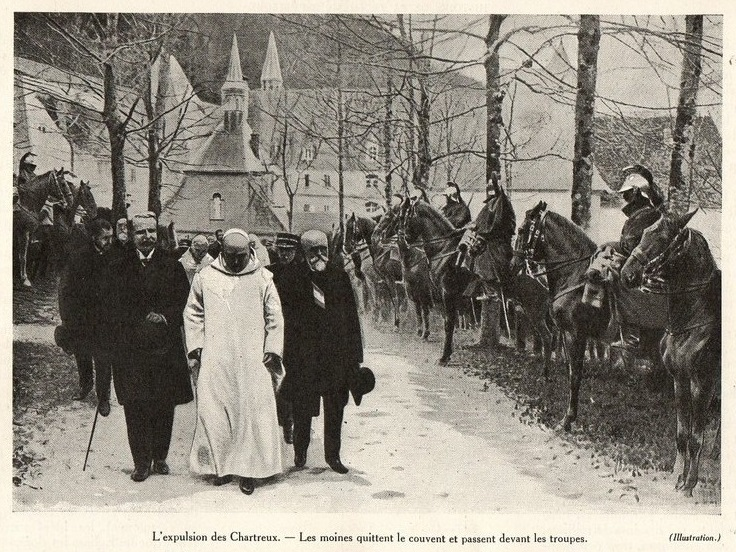
L'expulsion des chartreux en avril 1903.

Devenus membres d'une "congrégation dissoute", les moines de la Grande Chartreuse sont expulsés manu militari le 29 avril 1903. Le 14 novembre 1912, l'ensemble du monastère est classé au titre des monuments historiques.
Le village est classé station climatique dans les années 1930, et c'est donc uniquement durant cette période que les touristes peuvent visiter le monastère de la Grande Chartreuse, ouvert alors au public après l'expulsion des moines, et cela jusqu'au 21 juin 1940. En effet, la veille de jour de l'armistice du 22 juin 1940, trois Pères reprennent officiellement possession des bâtiments, puis une loi « particulière » du gouvernement de Vichy, promulguée le 21 février 1941, accorde aux Chartreux une reconnaissance légale en France.
Durant la Seconde Guerre mondiale, Saint-Pierre-de-Chartreuse et l'ensemble du département de l'Isère relèvent de la partie française non occupée et dénommée, la « zone libre ». À partir de l'été 1943, les habitants du secteur montagneux de la Chartreuse voient arriver les réfractaires du STO. Certains se lanceront dans combat contre l'occupant.
Juste avant le début des hostilités, plusieurs familles du village se lancent dans l'hôtellerie, le nombre de voyageurs allant croissant. La première remontée mécanique voit le jour, sous la forme d'un traîneau tiré par un treuil. Les années 1950 sont propices à l'installation du premier téléporté : le télébenne.
Dans les deux décennies qui suivent la Seconde Guerre mondiale, le nombre croissant de touristes devient gênant pour les moines de la Grande-Chartreuse. Les supérieurs envisagent même de quitter le massif et de transférer la communauté vers un site plus isolé. Ils parviennent cependant à obtenir que le site du Désert de la Grande Chartreuse soit classé comme site historique et naturel, interdit au survol des avions de tourisme, et fermé à la circulation automobile.
La station de ski a connu une forte fréquentation avec les sports d'hiver durant les années 1970 et après avoir souffert des "années sans neige" dans les décennies 1980 et début 1990, elle connait actuellement[Quand ?] un second souffle. Certes l'enneigement est parfois aléatoire ne permettant guère des saisons supérieures à trois mois, mais sa position stratégique près des grands centres urbains (notamment Grenoble), son rapprochement de la station voisine du Planolet, son ambiance familiale et des prix accessibles font qu'elle a connu en 2005 et 2006 ses plus importants chiffres d'affaires en termes de vente de forfaits.
Depuis 2014, la commune est rattachée à la communauté de communes Cœur de Chartreuse. Depuis 2015, la commune est rattachée au canton du Pont-de-Beauvoisin.
En raison d'une longue période de sécheresse inhabituelle et constatée dans le secteur, la commune de Saint-Pierre-de-Chartreuse a été reconnue sinistrée au titre des calamités agricoles pour les pertes de récolte sur prairies, par arrêté ministériel du 6 mars 2018.

## Toponymie
Le patronyme de la commune se présente sous la forme d'un double nom avec deux origines distinctes (le nom du massif étant lié au nom de la commune et non l'inverse) : 

### Saint-Pierre
L'origine du nom de « Saint-Pierre » évoque Pierre l'apôtre, cité dans les Évangiles

### Chartreuse
Deux possibilités :
- Calma Trossa, signifie, à l'origine, la « prairie troussée », c'est-à-dire une prairie labourée ou défrichée, en francoprovençal, qui a ensuite évolué en Charme Trousse, puis Chartrousse ou Chatrousse, nom que l'on retrouve encore au XVIe siècle.
- Une autre hypothèse, plus ancienne, veut que le nom dérive de catorissium ou caturissium (voire de formes plus anciennes telles Catourisa au VIIe siècle ou Catuserias au Xe siècle), lieu où l'on trouve des chaumières[40], mais qui est également rapproché étymologiquement du peuple celte des Caturiges, de catu, « combat », et riges, pluriel de rix, « roi »; cette explication est reprise par Alain Rey dans son Dictionnaire historique de la langue française.

## Politique et administration

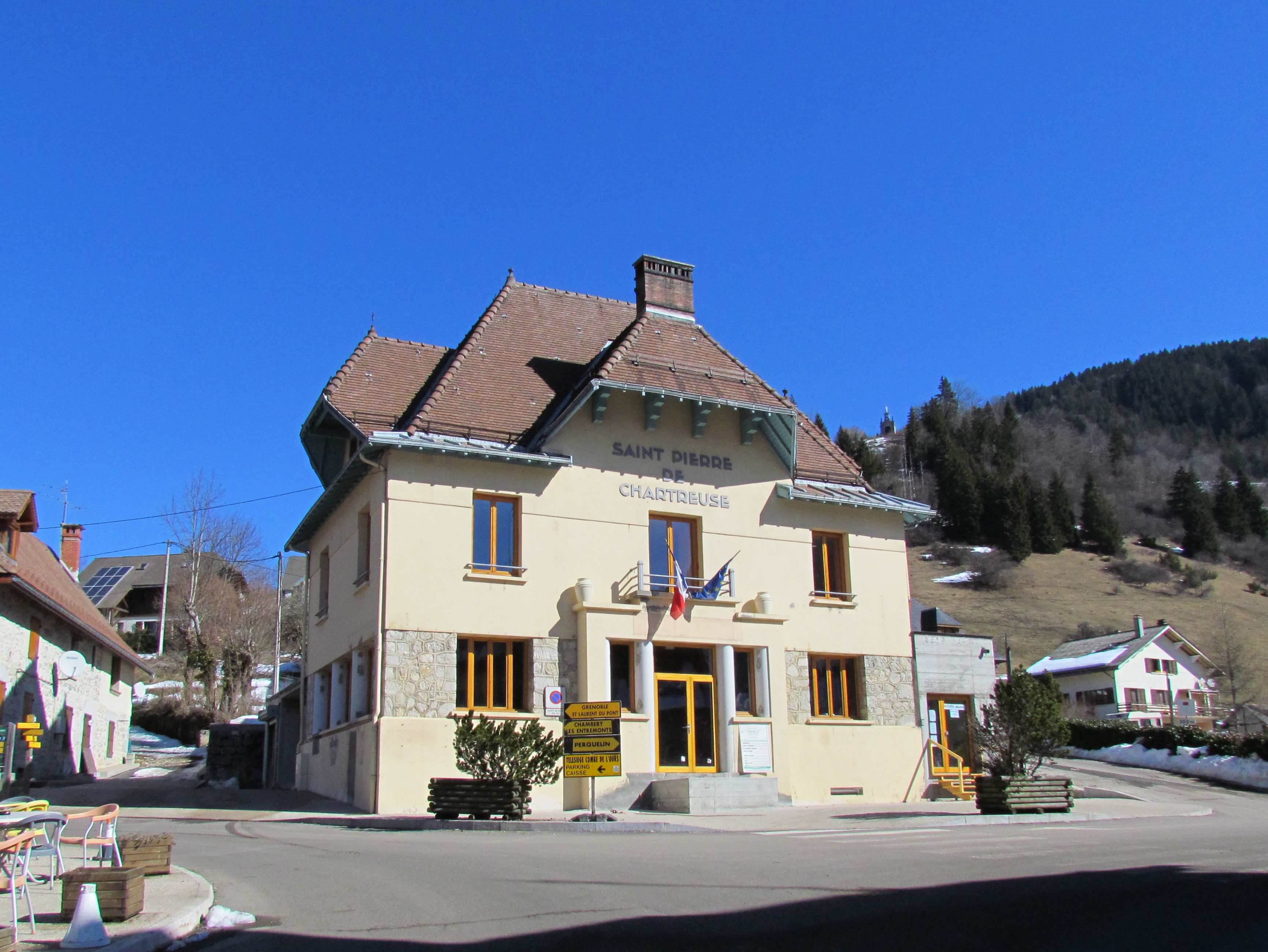
Bâtiment de l'Hôtel de ville (mairie et poste)

### Administration municipale
Le conseil municipal de Saint-Pierre-de-Chartreuse compte quinze membres dont huit hommes et sept femmes. La moyenne d'âge de ses membres est de 59 ans.
Celui-ci se compose d'un maire, quatre adjoints au maire et de dix conseillers municipaux. Le conseil gère plusieurs affaires communales dont le budget, le taux des impôts directs locaux, la création d’emplois, les régies et les concessions, la gestion du patrimoine communal et des travaux publics, le logement et l'enseignement public.

### Liste des maires
| Période      | Période   | Identité             | Étiquette | Qualité   |
| ------------ | --------- | -------------------- | --------- | --------- |
| mars 1989    | mars 2001 | Henri Lafond         |           |           |
| mars 2001    | mars 2008 | Michel Becle-Berland |           |           |
| mars 2008    | mai 2012  | Christophe Sestier   | UMP       |           |
| juin 2012    | mars 2017 | Yves Guerpillon      | DVG       | Ingénieur |
| 12 mars 2017 | En cours  | Stéphane Gusmeroli   | DVG       |           |

### Tendances politiques et résultats

#### Élections municipales
2014
Lors du premier tour des élections municipales de 2014, la liste conduite par Liste conduite par Jean-Pierre Godefroy est éliminée avec sept voix d'écart, soit 175 voix obtenues, la seconde liste conduite par Jean-Claude Receveur obtenant 182 voix. La liste arrivée en tête, conduite par Yves Guerpillon obtient 308 voix. Le taux d'abstentionnistes pour ce premier tour de scrutin s'élève à un taux de 25,63 %.
Le second tour de scrutin présente les résultats suivants :
|                                               | Nombre de voix | Pourcentage |
| Liste conduite par Yves Guerpillon (DVG)      | 369            | 58,66 %     |
| Liste conduite par Jean-Claude Receveur (DIV) | 260            | 41,34 %     |

Le nombre d'abstentionnistes reste relativement contenue pour un second tour de scrutin avec un taux de 25,30 %.
La liste arrivée en tête obtient douze sièges au conseil municipal et la liste concurrente en obtient trois.
2020

#### Élections présidentielles
Voici, ci-dessous, le résultat des élections présidentielles de 2017, sur l'ensemble des bureaux de vote de la commune de Saint-Pierre-de-Chartreuse, comparé aux résultats nationaux, pour les cinq principaux candidats. Le candidat de la gauche non socialiste Jean-Luc Mélenchon, arrive en tête au niveau local durant le premier tour, le candidat Emmanuel Macron devançant nettement plus la candidate Marine Le Pen, durant le second tour en comparaison du résultat au niveau national.
| Candidat           | 1er tour                   | 1er tour | 2e tour                    | 2e tour  |
| Candidat           | Saint-Pierre-de-Chartreuse | National | Saint-Pierre-de-Chartreuse | National |
| ------------------ | -------------------------- | -------- | -------------------------- | -------- |
| Emmanuel Macron    | 23,89 %                    | 24,01 %  | 76,76 %                    | 66,10 %  |
| François Fillon    | 19,73 %                    | 20,01 %  |                            |          |
| Jean-Luc Mélenchon | 28,59 %                    | 19,58 %  |                            |          |
| Marine Le Pen      | 12,21 %                    | 21,30 %  | 23,240 %                   | 33,90 %  |
| Benoît Hamon       | 6,98 %                     | 6,36 %   |                            |          |
| Votants            | 85,25 %                    | 77,77 %  | 81,12 %                    | 74,56 %  |

### Jumelages
Selon le site de l'AFCCRE qui publie un annuaire des villes jumelées, consulté en juillet 2018, la commune de Saint-Pierre-de-Chartreuse  n'est jumelée avec aucune commune ou collectivité, que ce soit en France ou dans un pays étranger.

## Population et société

### Démographie
L'évolution du nombre d'habitants est connue à travers les recensements de la population effectués dans la commune depuis 1793. Pour les communes de moins de 10 000 habitants, une enquête de recensement portant sur toute la population est réalisée tous les cinq ans, les populations de référence des années intermédiaires étant quant à elles estimées par interpolation ou extrapolation. Pour la commune, le premier recensement exhaustif entrant dans le cadre du nouveau dispositif a été réalisé en 2004.

En 2022, la commune comptait 935 habitants, en évolution de −10,18 % par rapport à 2016 (Isère : +3,07 %, France hors Mayotte : +2,11 %).
| 1793 | 1800 | 1806 | 1821  | 1831  | 1836  | 1841  | 1846  | 1851  |
| ---- | ---- | ---- | ----- | ----- | ----- | ----- | ----- | ----- |
| 516  | 426  | 501  | 1 367 | 1 566 | 1 616 | 1 717 | 1 818 | 1 821 |

| 1856  | 1861  | 1866  | 1872  | 1876  | 1881  | 1886  | 1891  | 1896  |
| ----- | ----- | ----- | ----- | ----- | ----- | ----- | ----- | ----- |
| 1 687 | 1 734 | 1 619 | 1 567 | 1 545 | 1 373 | 1 394 | 1 372 | 1 285 |

| 1901  | 1906  | 1911 | 1921 | 1926 | 1931 | 1936 | 1946 | 1954 |
| ----- | ----- | ---- | ---- | ---- | ---- | ---- | ---- | ---- |
| 1 242 | 1 016 | 920  | 781  | 733  | 701  | 714  | 764  | 814  |

| 1962 | 1968 | 1975 | 1982 | 1990 | 1999 | 2004 | 2006 | 2009 |
| ---- | ---- | ---- | ---- | ---- | ---- | ---- | ---- | ---- |
| 668  | 641  | 565  | 563  | 650  | 770  | 848  | 851  | 999  |

| 2014  | 2019 | 2022 | - | - | - | - | - | - |
| ----- | ---- | ---- | - | - | - | - | - | - |
| 1 022 | 962  | 935  | - | - | - | - | - | - |

### Manifestations culturelles et festivités

#### Le Grand Duc ultra trail
Cette compétition créée à la fin des années 1980, sous le nom de « Tour pédestre de Chartreuse » a été rebaptisée « Grand Duc Ultra Trail de Chartreuse » en 1995, du nom d'un rapace local. Chaque année connait un nouveau parcours en empruntant des sommets différents : le Grand Som  durant l'édition 2009, la Chamechaude en 2010 et en 2013, la Dent de Crolles en 2009, le Charmant Som en 2009 et en 2012, le Bec Charvet en 2011, la Grande Sure, près de Voreppe en 2012, la Pinéa, près de Proveysieux en  2010 et en 2013, la Cochette, près de Corbel en 2015 et la Bastille à Grenoble en 2000. La 44e édition s'est déroulée les 23 et 24 juin 2018. 

#### Le festival du Grand Son

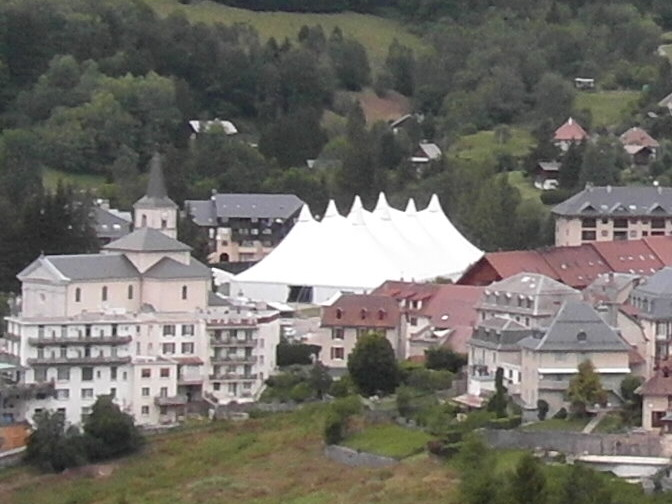
Chapiteau du « Grand Son » installé dans le bourg lors du festival 2018

Le nom de l'écofestival de chanson française « Le Grand Son » se réfère à la montagne du Grand Som qui domine le village. Cette manifestation  qui se dénommait, avant 2017, les « Rencontres Brel » était un  festival de musique, qui se déroulait généralement durant la seconde quinzaine de juillet. La 31e et dernière édition a eu lieu du jeudi 19 juillet 2018 au dimanche 22 juillet 2018 sous un grand chapiteau installé sur la place centrale du bourg, face à l'église.

#### Le combat des reines d'Hérens de Chartreuse
Créée en 1999, la « bataille des vaches Hérens », inspiré du combat de reines du Valais a lieu tous les ans, le premier dimanche d'août au hameau du Planolet. Les éleveurs viennent présenter leurs vaches de race Hérens. Elles s'affrontent dans des combats au bout desquels une vache est élue la reine des Hérens de Chartreuse. La 19e édition s'est déroulée le 5 août 2017.

#### La fête des gentianes
La fête annuelle des gentianes s'organise à la salle des fêtes communale toute la journée et se présente sous la forme d'un vide grenier et de vente d'articles de brocante. L'édition 2018 s'est déroulée le 29 juillet.

### Médias

#### Presse écrite
Historiquement, le quotidien à grand tirage Le Dauphiné libéré consacre, chaque jour, y compris le dimanche, dans son édition du Voironnais à la Chartreuse, un ou plusieurs articles à l'actualité du village de Saint-Pierre-de-Chartreuse et de ses environs, ainsi que des informations sur les éventuelles manifestations locales, les travaux routiers, et autres événements divers à caractère local.

#### Presse audiovisuelle
La chaîne de télévision locale TéléGrenoble diffuse des émissions sur les pays d'Isère. France 3 et sa station régionale France 3 Alpes, peuvent parfois relater les faits de vie de la commune.
La commune est située sur l'aire de diffusion de radio Ici Isère, une radio publique qui émet sur tout le territoire du département de l'Isère ainsi que Radio ISA et Radio Couleur Chartreuse.

### Enseignement
Rattachée à l'académie de Grenoble, la commune de Saint-Pierre-de-Chartreuse gère et héberge un établissement scolaire, l'école élémentaire Saint-Hugues (située dans le hameau du même nom) qui comptait à la rentrée scolaire de 2017 un effectif de 99 élèves. Celle-ci comprend une école maternelle et une école élémentaire.

### Sports
La station propose différentes activités ludiques et sportives
Piscine municipale
La commune de Saint-Pierre-de-Chartreuse gère et administre, dans le secteur du hameau de La Diat, une piscine non couverte, mais chauffée jusqu'à 27 °C. Ce site de loisirs propose durant les vacances scolaires des cours d'aquagym et de natation.
Espace de Loisir de la Diat
Sur le site de l'espace de loisirs de la Diat, il y a la possibilité de pratiquer plusieurs activités grâce à la présence de plusieurs équipements, dont une piscine chauffée, un terrain de boules, un court de tennis extérieur, un skatepark, un bike park, des jeux pour les enfants, des parcours d'orientations, un parcours de santé, un parcours évasion dans les arbres, un parcours de mini-golf, un parcours BMX, un big air bag et une aire pique-nique sont à disposition.
La Combe de l'Ours
Ce site héberge un circuit VTT, encadrement multi-activités.
Autres
- Il existe également un parcours acrobatique en forêt dénommé « La forêt d'émeraude », ainsi que le « Chartreuse Bike Park ».
- Le vol libre peut se pratiquer au départ de la Scia[57].

#### Les stations de ski
Le territoire communal abrite des sites équipées pour recevoir et accueillir des pratiquants des activités de sport de glisse sur neige.

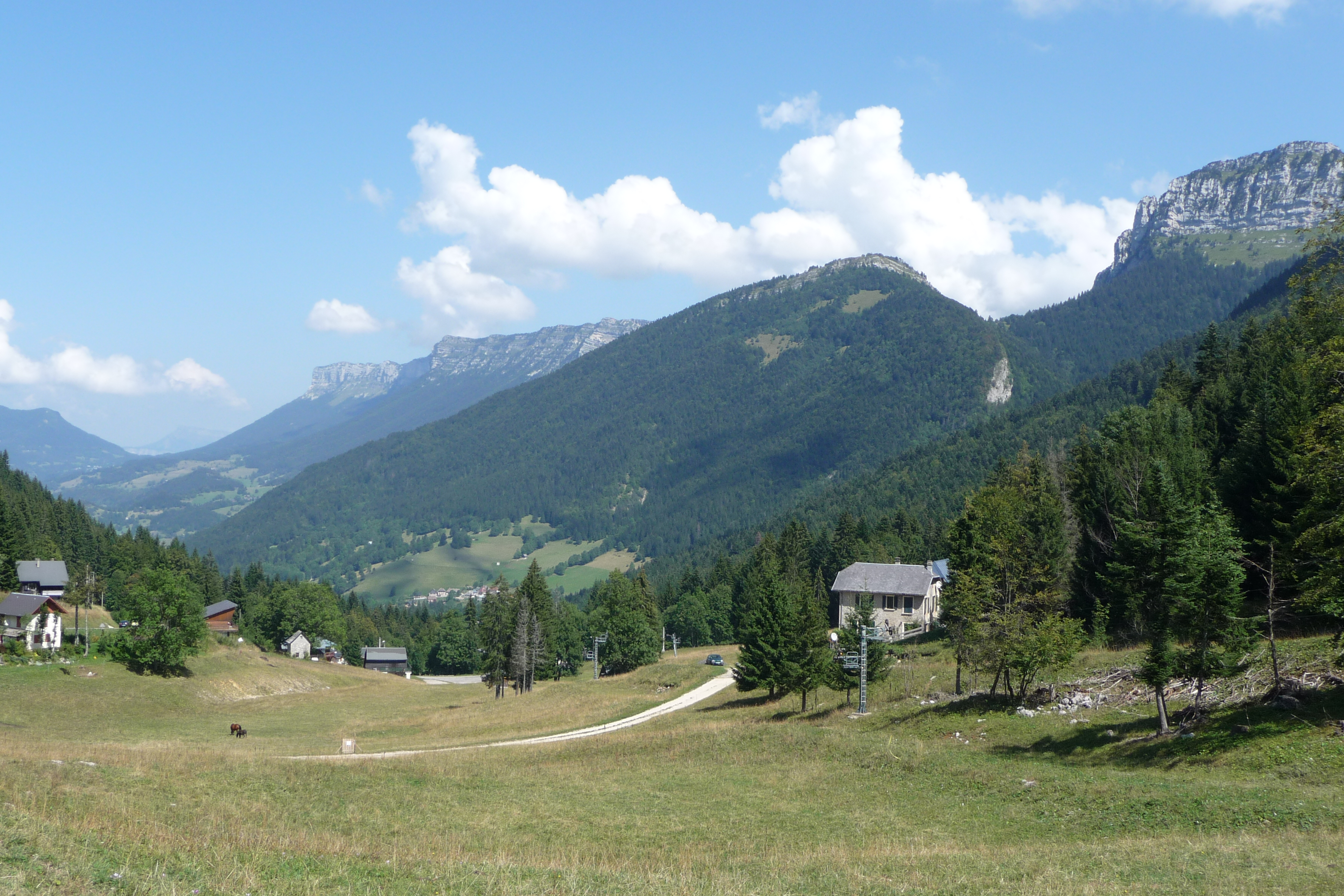
Station du Planolet en été.

Station de Saint Pierre de Chartreuse/Le Planolet
La station de Saint Pierre de Chartreuse/Le Planolet comporte :
- 35 km de pistes : quatre noires, neuf rouges, cinq bleues et six vertes ;
- 14 remontées mécaniques : une télécabine, trois télésièges et dix téléskis.

Le sommet de la station est situé sur La Scia, à 1 791 m d'altitude. Le bas de la station étant situe à 900 m, cela fait un dénivelé de presque 900 m.
La station comporte un snowpark (situé sur l'ancien départ du télésiège du Battour), et divers spots sur la Scia (Big Air, au premier replat et diverses bosses sur la dernière descente de la piste).
Station de Saint Hugues - Les Egaux
En hiver, Saint-Hugues-de-Chartreuse abrite une station de ski familiale : station de ski de piste et ski de fond (avec 62 km de pistes), mais aussi de raquettes.
L'ancienne station du col du Coq
Le Col du Coq possédait une petite station de ski, ouverte en 1967 et qui comprenait trois téléskis desservant six piste de ski de différentes couleurs. Son exploitation cessera en 1995, à la suite d'un conflit d'intérêts entre les différents propriétaires du site. Le conseil départemental de l'Isère rachète les terrains de l'ancienne station pour y créer un espace naturel protégé.

#### Manifestations sportives
Le Tour de France

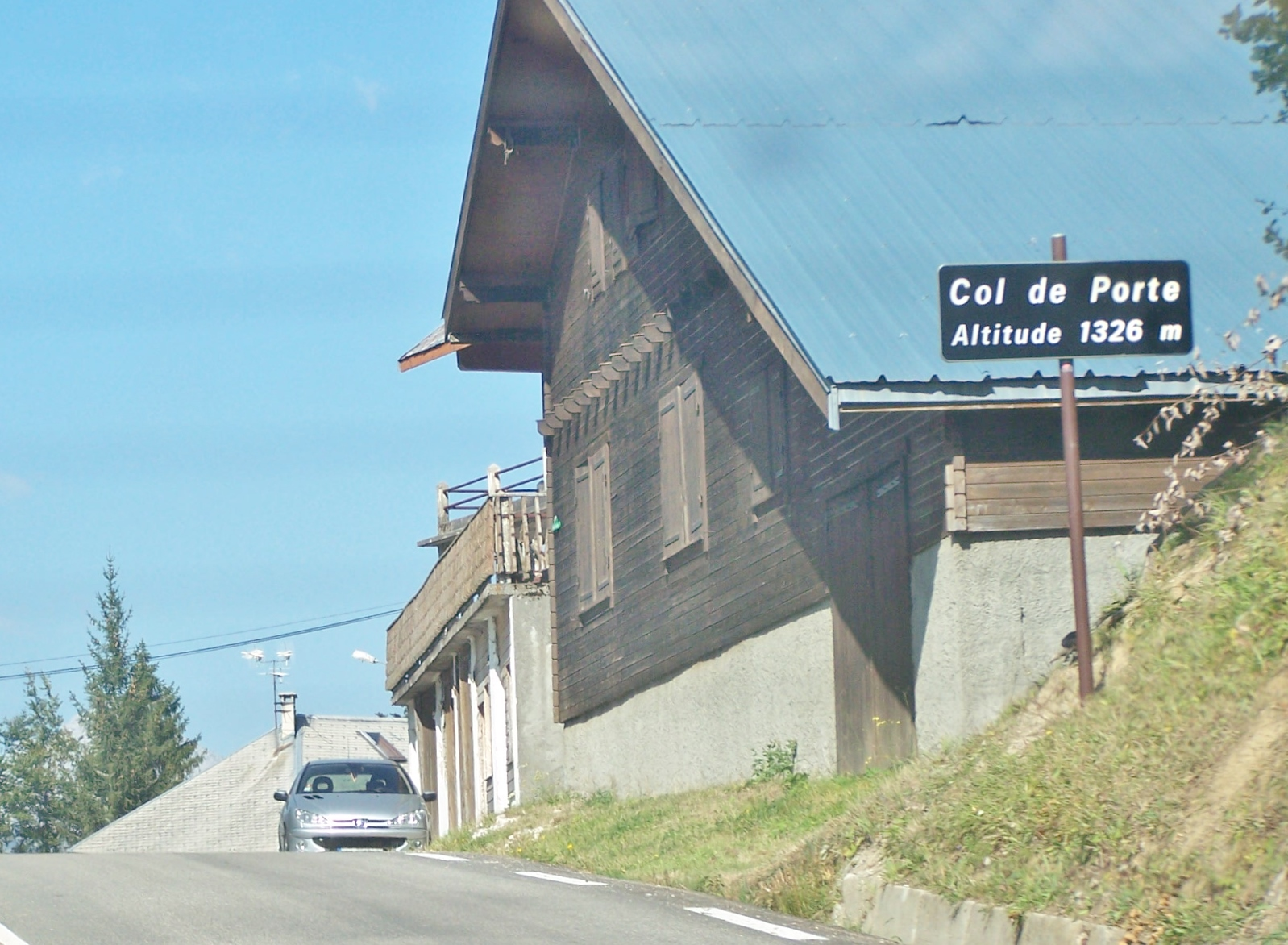
Col de Porte.

La célèbre course sportive cycliste a traversé quatorze fois le village de Saint-Pierre-de-Chartreuse (1947, 1948, 1951, 1958, 1961, 1962, 1965, 1968, 1971, 1971, 1978, 1989 et 1998, notamment pour franchir le col de Porte, très souvent pour se rendre à Grenoble, ville étape de la compétition.
Le Critérium du Dauphiné
Lors de la 7e étape de cette course cycliste dans son édition de 2017, le tracé 2017 reprend  la traversée mythique de la Chartreuse par le col du Cucheron et le col de Porte, entrainant par la même occasion la traversée du bourg de Saint-Pierre.

### Cultes

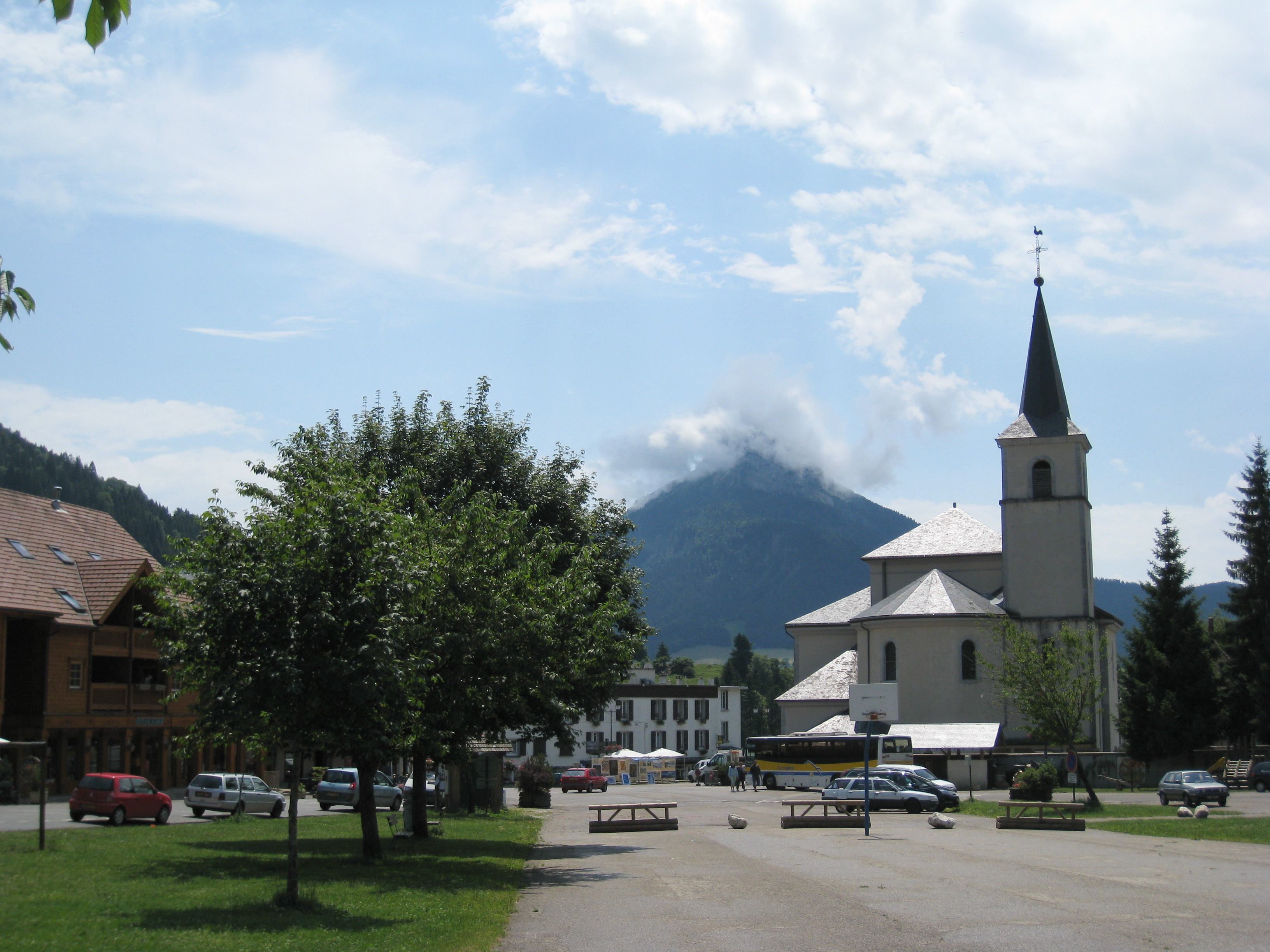
Église de Saint-Pierre-de-Chartreuse.

L'église de Saint-Pierre-de-Chartreuse, située dans le bourg, est rattachée à la paroisse « Saint Bruno de Chartreuse », dont la maison paroissiale se situe à Saint-Laurent-du-Pont.
Cette paroisse dépend de la Doyenné du Voironnais et du diocèse de Grenoble-Vienne

## Économie
Saint-Pierre-de-Chartreuse a longtemps vécu de l'agriculture, comme toutes les communes de montagne, puis aussi du commerce du bois, la forêt étant majoritairement composée de conifères. Au début du XXe siècle, le tourisme a pris une place importante, avec notamment la construction du 'Grand Som', hôtel haut-de-gamme, ayant accueilli des clients illustres, parmi lesquels la reine Victoria d'Angleterre par exemple.

### Secteur agricole
La commune fait partie de l'aire géographique de production et transformation du « Bois de Chartreuse », la première AOC  de la filière Bois en France,.

### Secteur touristique
Les sports d'hiver (essentiellement le ski alpin mais aussi le ski nordique et les raquettes à neige) rapportent au cœur du massif quelque 90 millions d'euros par an et font vivre un nombre important de Chartroussins.
Le tourisme reste un des acteurs fort du massif de la Chartreuse et de la commune. De très nombreux visiteurs viennent découvrir le monastère de la Grande Chartreuse fondé par Saint Bruno en 1084 et plus particulièrement le musée de la Grande Chartreuse à la Correrie qui lui est consacré : environ 60 000 visiteurs par an.
Selon l'INSEE, le village Saint-Pierre-de-Chartreuse a une capacité hôtelière de 41 chambres pour trois hôtels, et la capacité d'accueil de l'unique camping est de 107 emplacements.

### Secteur commercial
De nombreux commerces sont présents dans le bourg, dont notamment, une boulangerie, une boucherie, une supérette, une pharmacie, un tabac-presse, une fromagerie, quelques bars, des hôtels, des restaurants, un magasin de sports, et un salon de coiffure.

### Artisanat
L'artisanat est également très présent et le village abrite des maçons, tailleurs de pierre, menuisiers, charpentiers, une scierie et de nombreuses corporations du bâtiment.

## Culture locale et patrimoine

### Patrimoine architectural

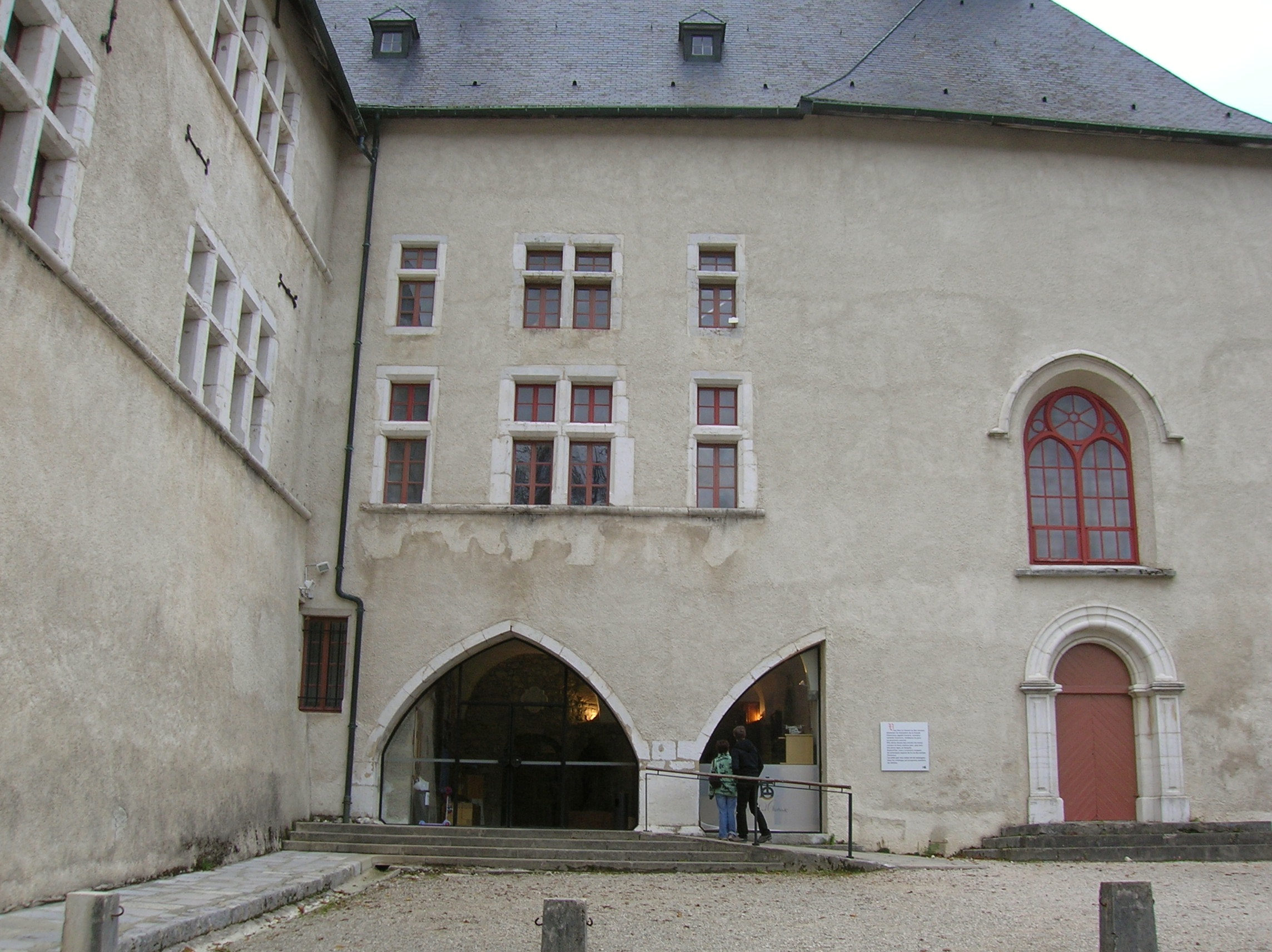
Entrée du Musée de la Grande Chartreuse.

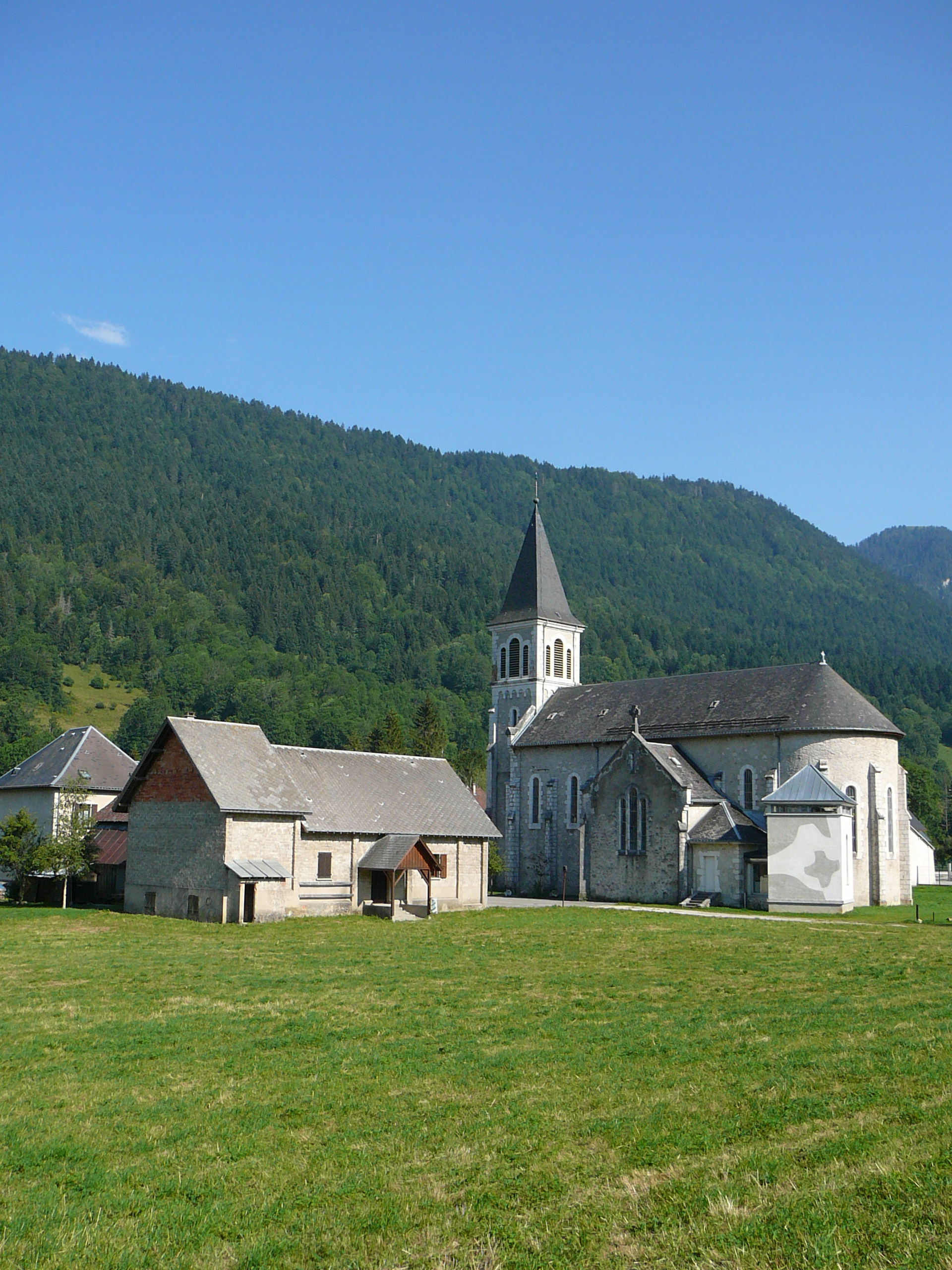
L'église de Saint-Hugues-de-Chartreuse.

#### Bâtiments religieux
Le principal site historique et touristique de la commune est un monastère, maison mère de l'Ordre des Chartreux, fondé en 1084 par saint Bruno. 
- Monastère de la Grande Chartreuse

Le monastère de la Grande Chartreuse, proprement dit, fondé par saint Bruno, situé dans une zone de silence, dénommé « Désert de Chartreuse » est fermé au public. Celui-ci est classé au titre des monuments historiques par arrêté du 14 novembre 1912.

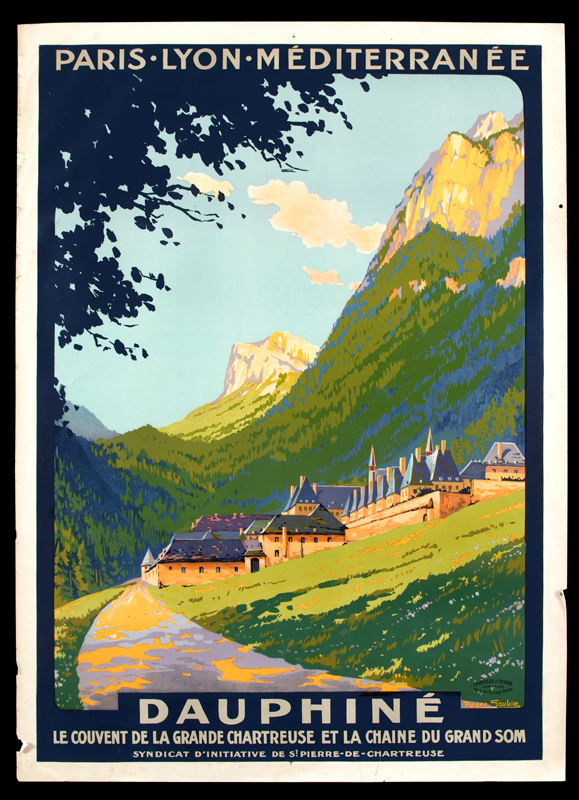
Affiche PLM Dauphiné Grande Chartreuse (Roger Soubie, 1923)

- Musée de la Grande Chartreuse

Le musée de la Grande Chartreuse n'est pas installé dans le monastère, mais dans l'ancienne correrie, la  « maison basse » du monastère, destinée à l'habitat et aux ateliers des frères convers et transformé en lieu d'exposition et de conservation de pièces (cartes, mobilier et objets) liées à l'activité de l'Ordre. les bâtiments de ce musée datent de période se situant entre  le XVIIe siècle et le XIXe siècle.
- Église de Saint-Hugues-de-Chartreuse

Ce bâtiment religieux, construit en 1860 dans le hameau du même nom, abrite un musée d'art sacré contemporain comprenant principalement cent onze œuvres d'Arcabas. Ces œuvres sont essentiellement des peintures, des sculptures, des vitraux et des gravures, réalisés à partir de 1952.
- 'Église Saint-Pierre située dans le bourg de Saint-Pierre-de-Chartreuse.

#### Autres bâtiments
Divers bâtiments, situés dans de nombreux lieux épars, font partie du patrimoine architectural de la commune.
- La maison du Guet, située route du désert, datant du XVIe siècle, fait l'objet d'un classement au titre des monuments historiques par arrêté du 1er mai 1923[67].
- À la limite du territoire de la commune côté ouest (accessible depuis la commune de Proveysieux), la maison forestière du col de la Charmette est un exemple typique de l'architecture forestière du XIXe siècle. La construction de ce bâtiment imposant remonte à 1862. Suivant les périodes de l’histoire, l'activité du chalet fut liée soit à l'exploitation forestière, soit au tourisme. L'Office National des Forêts a pris la décision de mettre en vente ce bâtiment en 2010. L'association « Charmette Ouverte » s'est constituée pour que ce lieu  puisse continuer à être ouvert au public[68].
- La grange de Morina, au lieu-dit Les Olagniers, était un des derniers exemples de grange cartusienne conservée ; elle a fait l'objet d'une inscription au titre des monuments historiques par arrêté du 9 février 1987, mais elle a été abrogée par arrêté du 1er juillet 2011 pour l'état d'abandon et la manque de mesures d'entretien[69].

Plusieurs ponts de la commune sont classés au titre des monuments historiques, dont notamment : le pont de la Dame au hameau de la Diat, par arrêté du 28 octobre 1927, le pont de la Forge, ou de la Fabrique, le pont de la Tannerie sur le Guiers Mort et le pont du Grand Logis, près de la maison du Guet, par arrêté du 1er mai 1923,,.

Quelques vues sur divers bâtiments de Saint-Pierre-de-Chartreuse
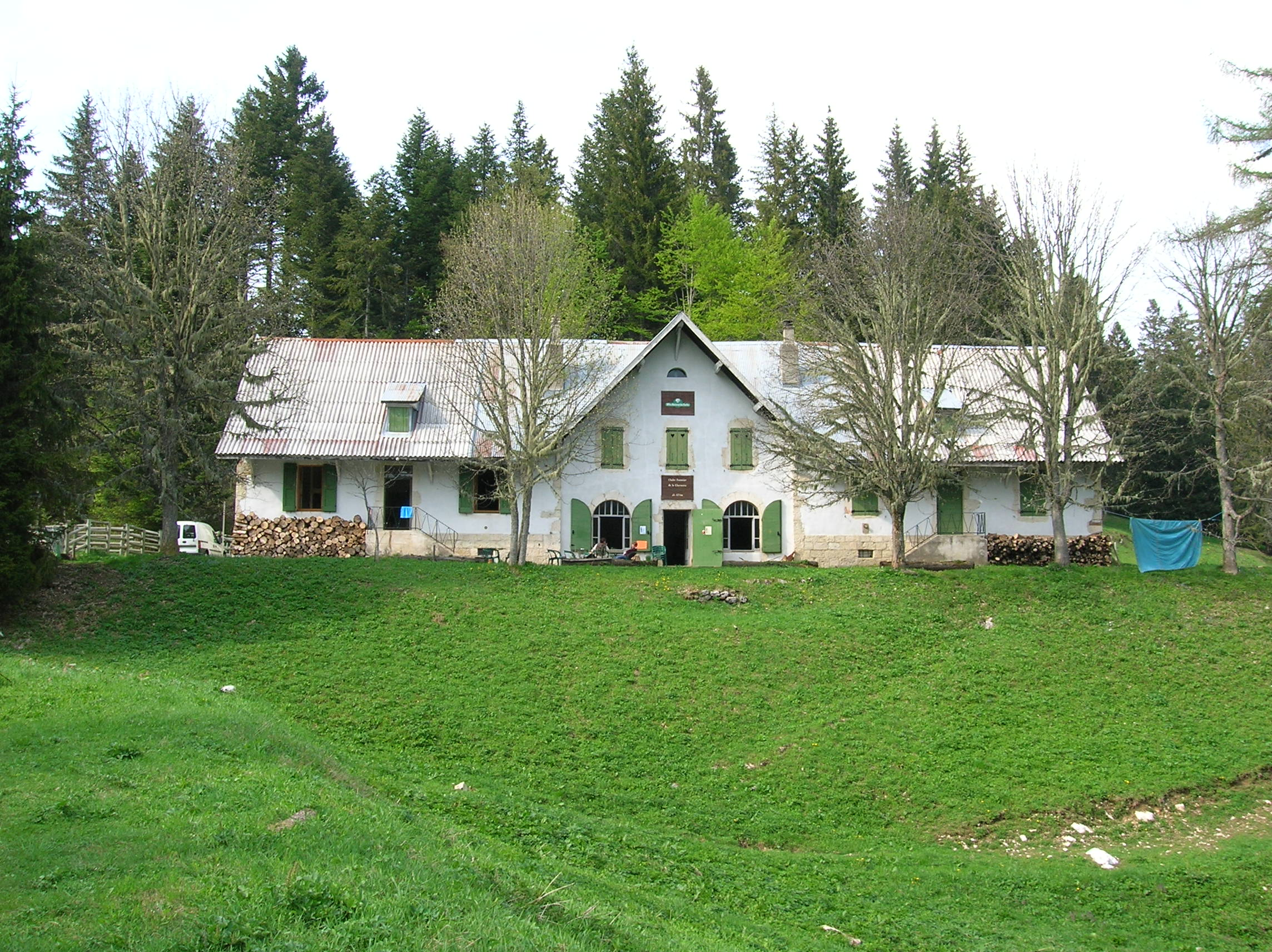
Chalet forestier de la Charmette.
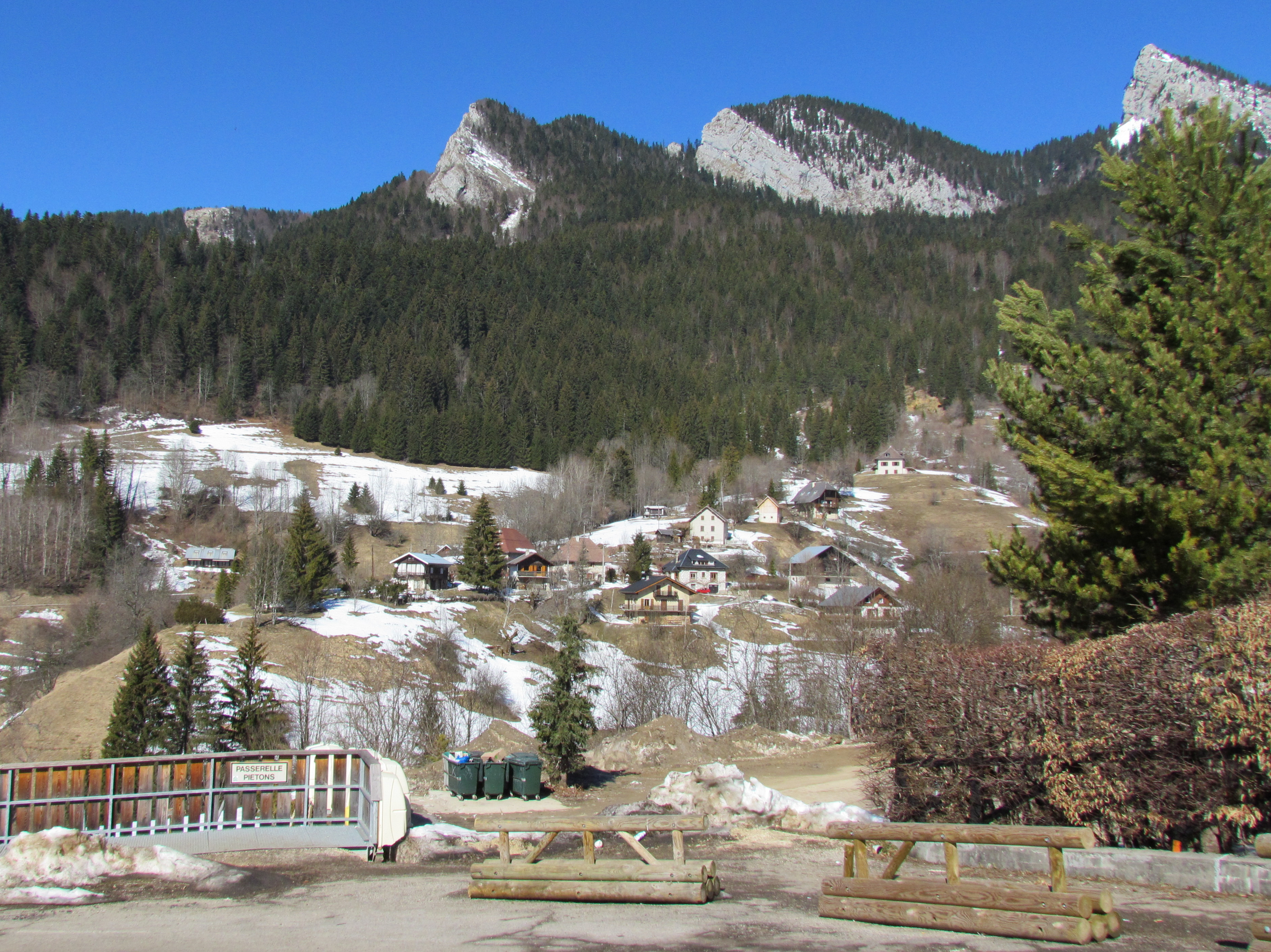
Vue sur quelques chalets et le Grand Som.
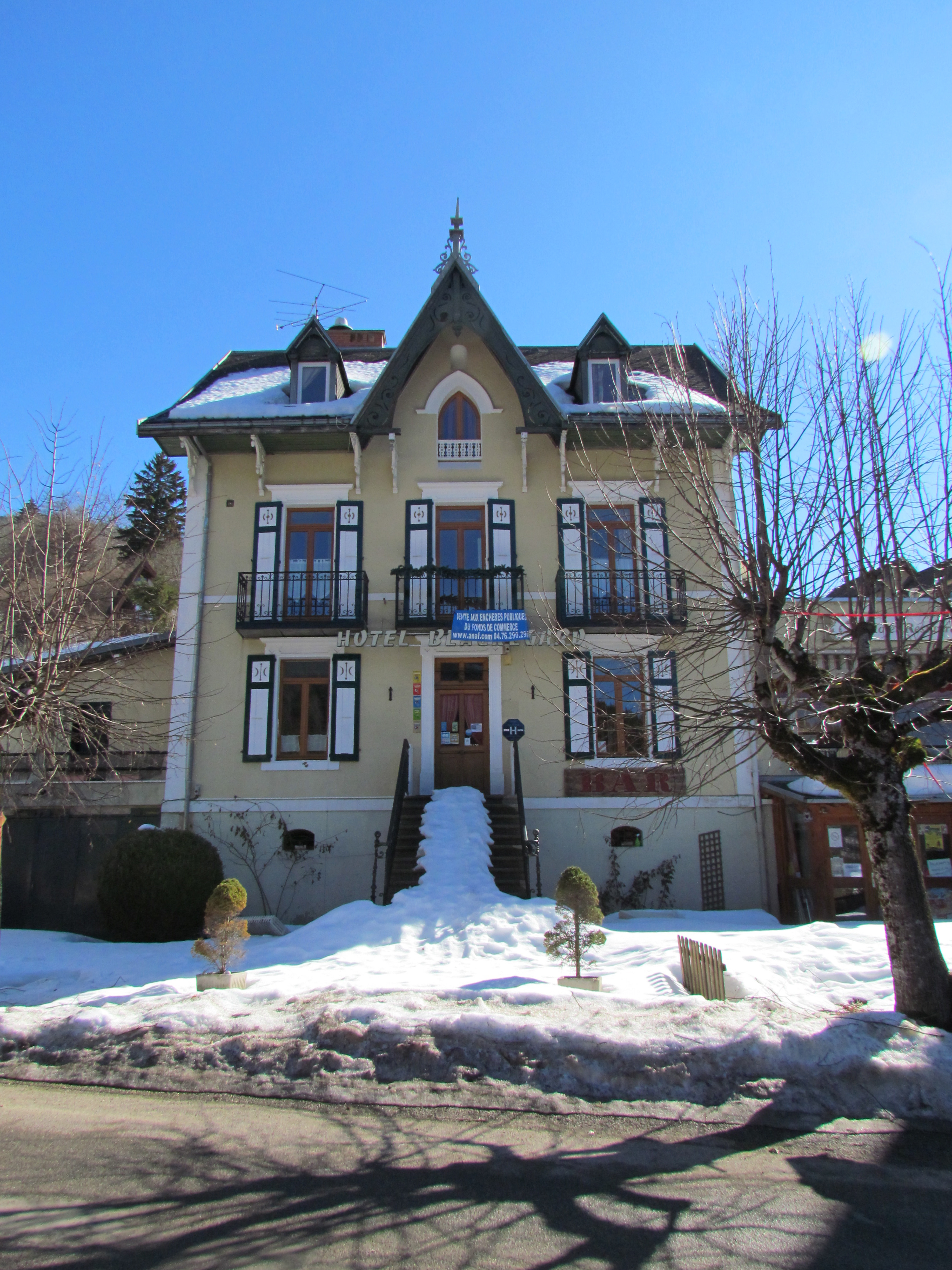
Un hôtel.
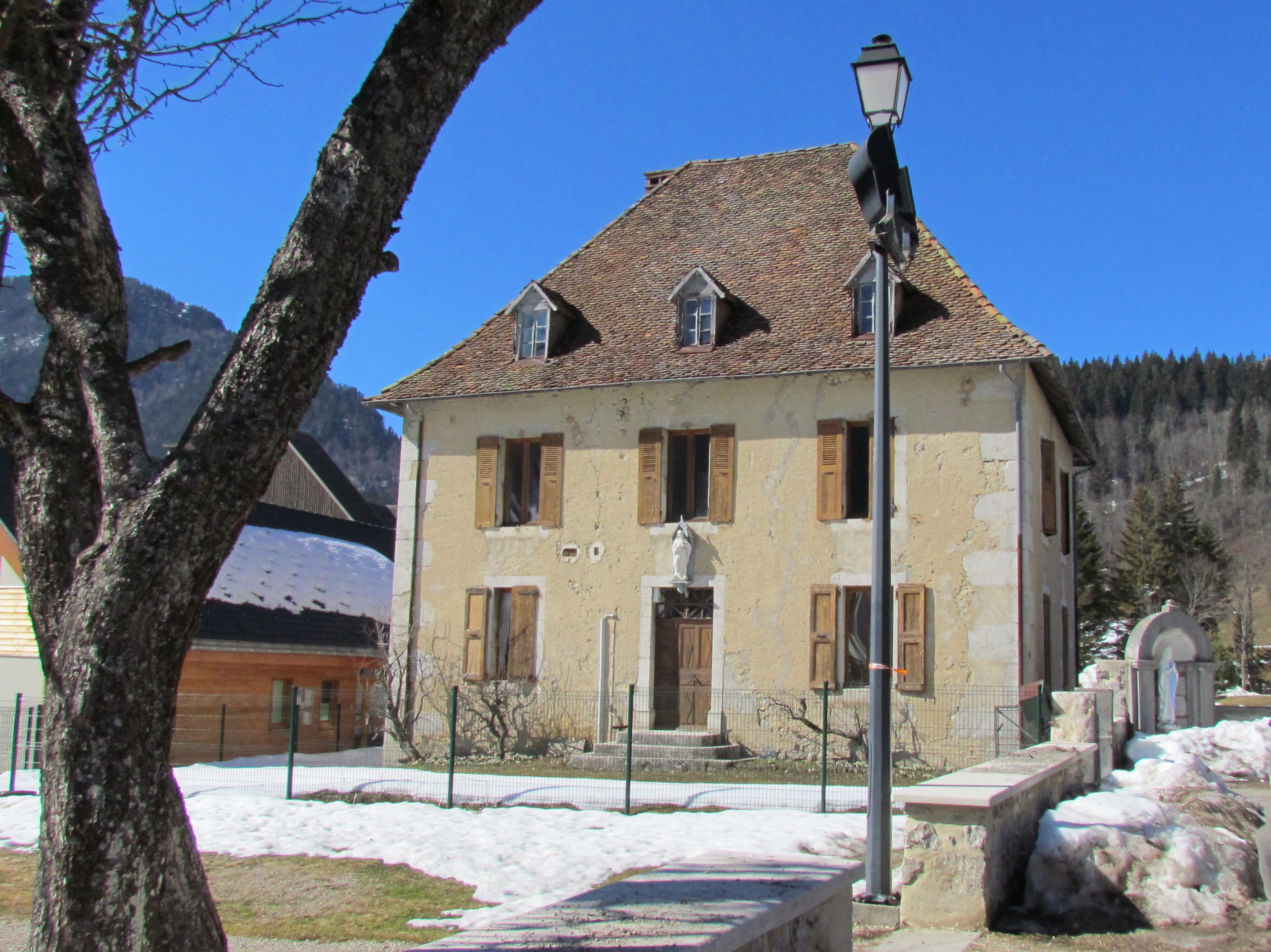
Une maison près de l'église (le presbytère).

### Patrimoine culturel
La commune compte deux musées sur son territoire. Ceux-ci font partie intégrante de bâtiments historiques, le domaine Grande Chartreuse (correrie) et l'église Saint-Hugues.
La commune compte également une bibliothèque, ouverte à tous, dénommée « Pic Livre » située près de l'ancienne mairie.

### Patrimoine naturel

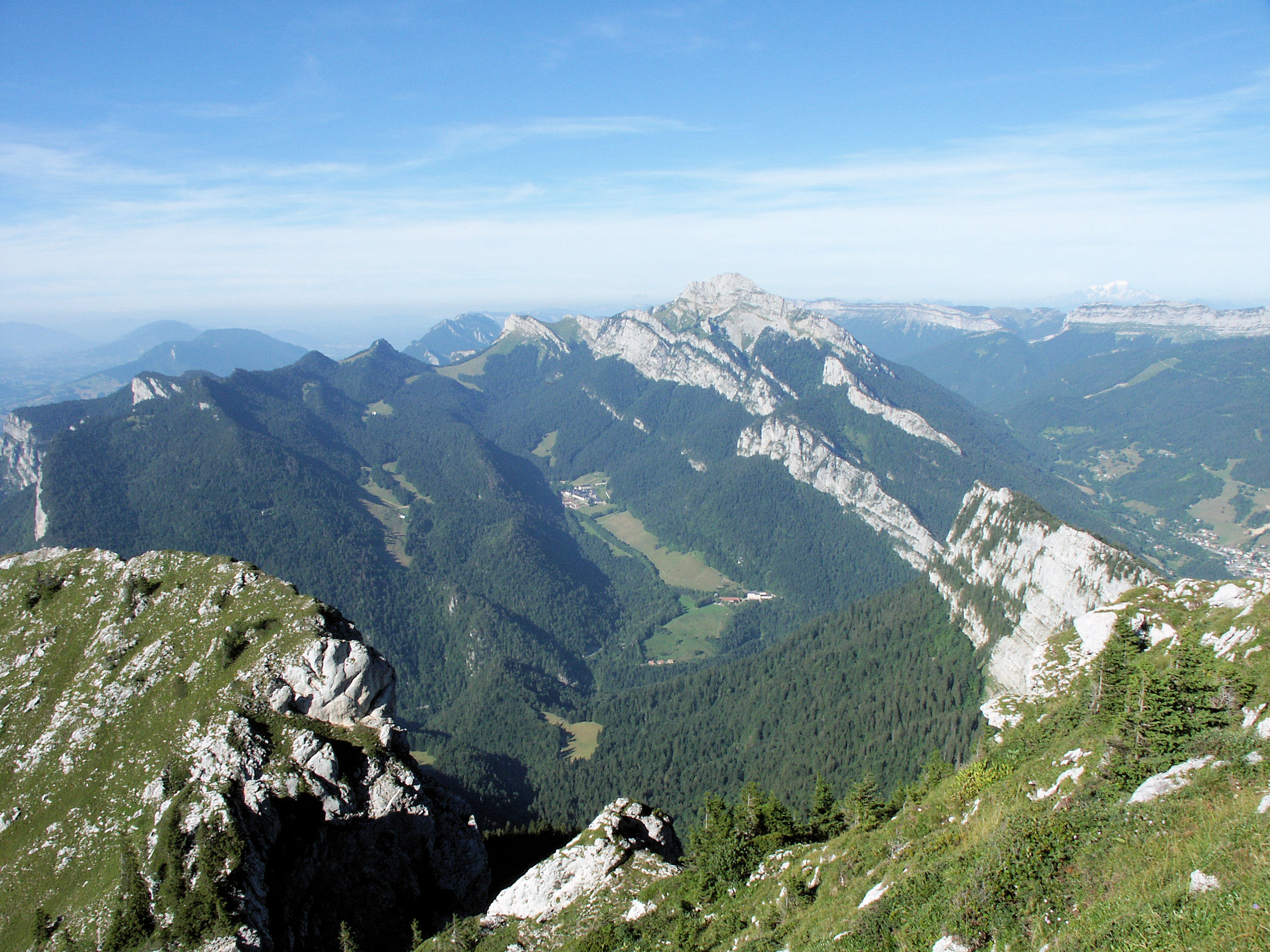
Vue sur le Grand Som depuis le Charmant Som.

Le territoire communal s'inscrit complètement dans le Parc naturel régional de Chartreuse. Celle-ci héberge également (de façon partielle), la Réserve naturelle nationale des Hauts de Chartreuse et l'Espace naturel sensible du col du Coq
Selon le site de l' INPN, la commune héberge de façon totale partielle sur son territoire de nombreuses zones naturelles d'intérêt écologique, faunistique et floristique.
- ZNIEFF du massif de la Chartreuse
- ZNIEFF des Versants méridionaux de la Chartreuse
- ZNIEFF des Gorges du Manival
- ZNIEFF des Prairies et forêts du col du Coq
- ZNIEFF du massif du Charmant Som
- ZNIEFF de la forêt de Génieux
- ZNIEFF du massif de Chamechaude
- ZNIEFF du massif du Grand Som, forêt de la Grande Chartreuse
- ZNIEFF de la montagne de la Grande Sure
- ZNIEFF du versant nord du Roc d’Arguille
- ZNIEFF de la réserve naturelle des Hauts de Chartreuse

#### Patrimoine naturel biologique

##### Flore et faune
Voir : Flore de la Chartreuse.
Voir : Faune de la Chartreuse.

##### L'espace forestier
la commune héberge sur son sol, une grande partie de la forêt domaniale de Grande Chartreuse qui est la plus grande forêt domaniale des Alpes. Cet espace forestier est essentiellement composé de hêtraies-sapinières. Ses essences produisent un bois de qualité et offrent des paysages grandioses.
À l'instar de toutes les forêts domaniales, cet espace protégé est géré par l’Office national des forêts qui en assure la protection environnementale et paysagère, la production de bois et l'accueil des touristes et des promeneurs.

Schéma des différents étages de végétation dans les Alpes.

Les principales essences de cette forêt sont le sapin, l'épicéa et le hêtre. La reconnaissance en « AOC Bois de Chartreuse » permet de mieux valoriser la qualité du bois et le savoir-faire des professionnels locaux.
Au cœur de cette forêt et dans les prairies environnantes, le territoire chartroussin présente une très grande variété de fleurs correspondant aux différentes altitudes du territoire qui sont :
L'étage montagnard essentiellement forestier, mais aussi composé de prairie et d'espaces aménagés par l'homme se situe de 900 m à 1 600 m ; l'étage subalpin se situe de 1 600 m à 2 100 m et l'étage alpin se situe, quant à lui au-dessus de 2 100 m, mais ne concerne pas le territoire communal. En effet, le bourg de Saint-Pierre et l'ensemble des hameaux environnants sont situés au niveau de l'étage montagnard. L'étage subalpin se situe au niveau des principaux sommets dépassant 1 600 m d'altitude).
Intégré dans la forêt, le site du désert des Chartreux est interdit à tout véhicule et le silence y est toujours de rigueur. Un panneau confirme l'existence de cette « zone de silence » et un autre rappelle aux promeneurs que: « Les moines qui ont consacré leur vie à Dieu vous remercient de respecter leur solitude dans laquelle ils prient et s’offrent en silence pour vous. »

#### Patrimoine naturel géologique
La Dent de Crolles et son réseau souterrain karstique se situe à l'extrémité orientale de la commune, celui-ci étant partagé avec les communes voisines de Saint-Pancrasse et de Saint-Hilaire-du-Touvet.

### Patrimoine gastronomique
La chartreuse et le Green chaud

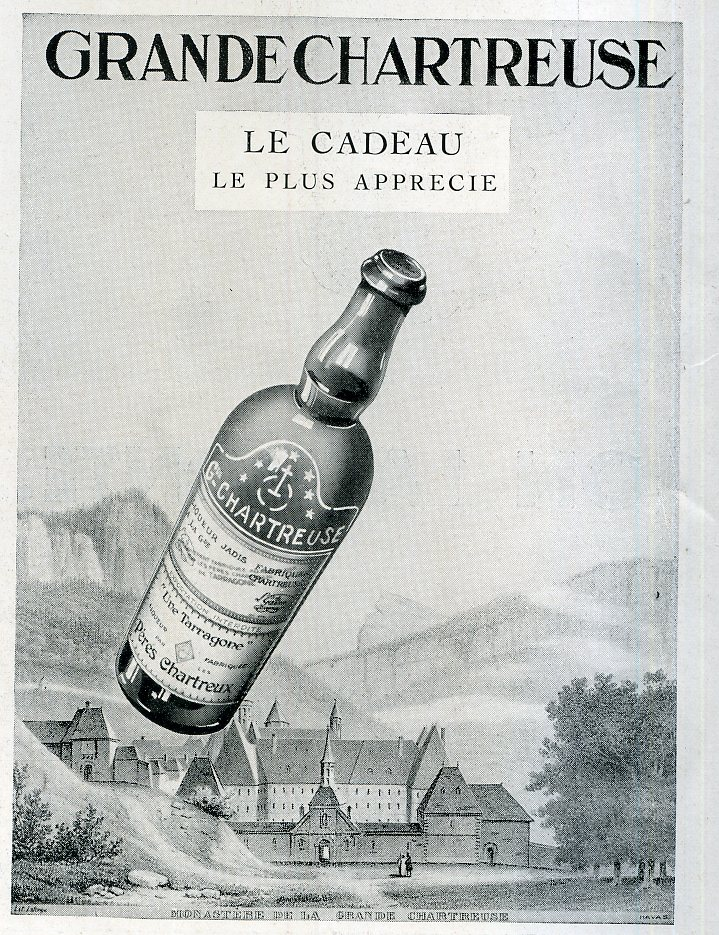
Affiche datant de 1934 représentant la boisson chartreuse, le monastère et le massif de la Chartreuse.

La chartreuse est une liqueur conçue par les moines de la chartreuse de Vauvert à Paris au début du XVIIe siècle. L'apothicaire de la Grande-Chartreuse, frère Jérôme Maubec étudie cette création et l'améliore. Puis En 1737, le monastère produit l'élixir dans sa pharmacie et commence à en faire commerce. Sa commercialisation se fait par un frère à dos de mulet depuis Saint-Pierre et reste donc limitée aux villes de Savoie et du Dauphiné, où il devient populaire.
Cet élixir est toujours commercialisé de nos jours, sous le nom d'Élixir Végétal de la Grande Chartreuse. Il existe également une chartreuse verte et une chartreuse jaune.
Le Green chaud est un cocktail comprenant du chocolat chaud, du lait, un peu de sucre et de la chartreuse verte, souvent servies dans les stations de ski des Alpes françaises, dont Saint-Pierre-de-Chartreuse.
Le safran de Chamechaude
La safranière de Chamechaude se situe entre le hameau de Brévardière et celui des Michons. Celle-ci s’ étend sur une prairie clôturée d'un hectare et sur laquelle ont été plantés 10 000 bulbes de crocus sativus, plante dont on extrait le safran, épice au goût amer et au pouvoir colorant.

### Langue et traditions locales

#### Langue locale

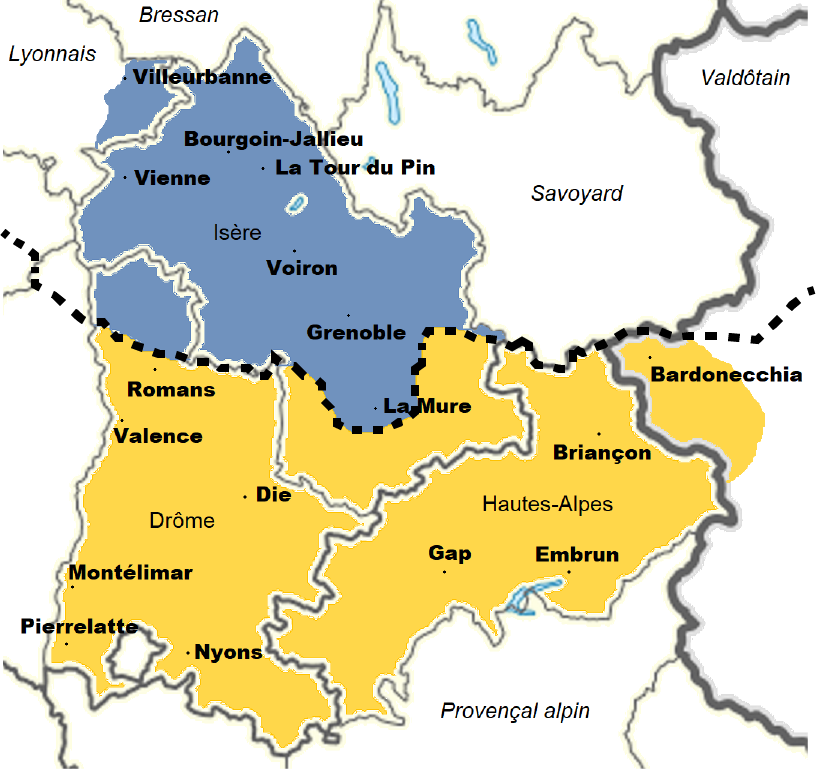
Carte linguistique du Dauphiné : Le dauphinois est un dialecte arpitan parlé dans le nord du Dauphiné. La moitié sud du Dauphiné est quant à elle du domaine linguistique de l'occitan et de son dialecte local, le vivaro-alpin.

Le territoire de la commune se situe au cœur de la Chartreuse, mais également au nord de Grenoble et donc le domaine linguistique des patois dauphinois, laquelle appartient au domaine des langues dites francoprovençales ou arpitanes au même titre que les patois  savoyards, vaudois, valdôtains, bressans et foréziens. (voir carte).
Historiquement, l'idée du terme francoprovençal, attribué à cette langue régionale parlée dans le quart centre-est de la France, différent du français, dit langue d'oil et de l'occitan, dit langue d'oc, est l'œuvre du linguiste et patriote italien Graziadio Isaia Ascoli en 1873 qui en a identifié les caractéristiques.

#### Contes et mythes locaux
Il existe encore quelques ouvrages qui relatent les contes et les légendes des différents secteurs de la Chartreuse et du Grésivaudan.
Le plus connu est un ouvrage notable consacré aux légendes du Dauphiné, fruit d'une recherche importante. Cette brochure assez volumineuse de 576 pages a été rédigée par Charles Joisten (1936-1981), ancien  conservateur du Musée dauphinois du Conseil général de l'Isère situé à Grenoble et qui relate, parmi les autres légendes, le bestiaire fantastique des montagnes et des vallées dauphinoises

### Saint-Pierre-de-Chartreuse dans les arts

#### Au cinéma
- 2005 : Le Grand Silence (Die große Stille)

il s'agit d'un film documentaire franco-helvéto-allemand réalisé par Philip Gröning sur les moines de la Grande Chartreuse. Ce film a reçu le Prix du cinéma européen (catégorie meilleur documentaire) 2006 et le Prix spécial du jury du Festival du film de Sundance.

#### Dans la littérature
- Le Désespéré (1887), roman de Léon Bloy réédité en 2010 par Garnier-Flammarion avec une introduction, une notice, des notes et un dossier de Pierre Glaudes  (ISBN 978-2-08-071256-1)

l'action du roman se déroule en grande partie au monastère de la grande chartreuse

### Héraldique et logotype

#### Héraldique
| Blason de Saint-Pierre-de-Chartreuse | Blason  | Coupé : au 1er d’argent au monde d’azur cintré du champ et bordé d'or, croiseté du même, au 2e parti au I de gueules au dauphin d’or et au II de sinople au sapin d’argent. |
| Blason de Saint-Pierre-de-Chartreuse | Détails | Le statut officiel du blason reste à déterminer. |

### Personnalités liées à la commune
- Le peintre Arcabas a réalisé les peintures qui se trouvent dans l'église-musée de Saint-Hugues-de-Chartreuse, le second hameau village de la commune.
- Jacques Brel a habité à Saint-Pierre-de-Chartreuse. On peut voir sa maison sur les bords des pistes de ski. En hommage au grand chanteur, un festival de chanson française appelé « Les rencontres Brel[82] » a eu lieu chaque été sous un grand chapiteau dressé au milieu de la place centrale.
- Paul Touvier a été employé comme secrétaire par le couvent de la Grande Chartreuse en 1972 sous le nom de Paul Berthet (c'était le nom de sa femme). C'est sous ce nom que les habitants du village, y compris d'anciens Résistants, le connaissaient, ainsi que Jacques Brel, dont il fut l'impresario.
- Raoul de Billioti (1828-1882), député de Vaucluse, est décédé dans le monastère de la Grande Chartreuse.